# Alte Kathedrale (Lleida)

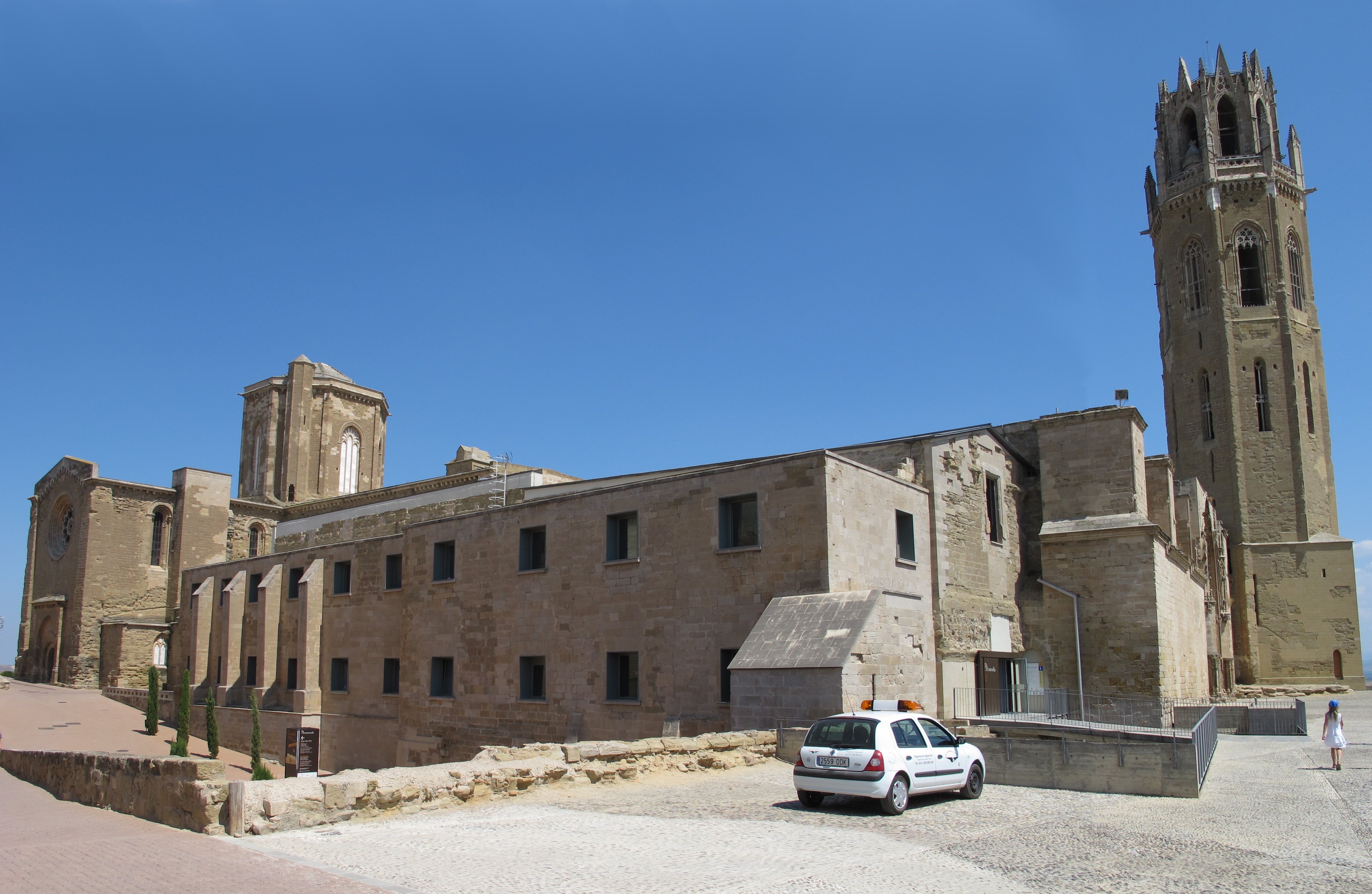
Nordwestseite

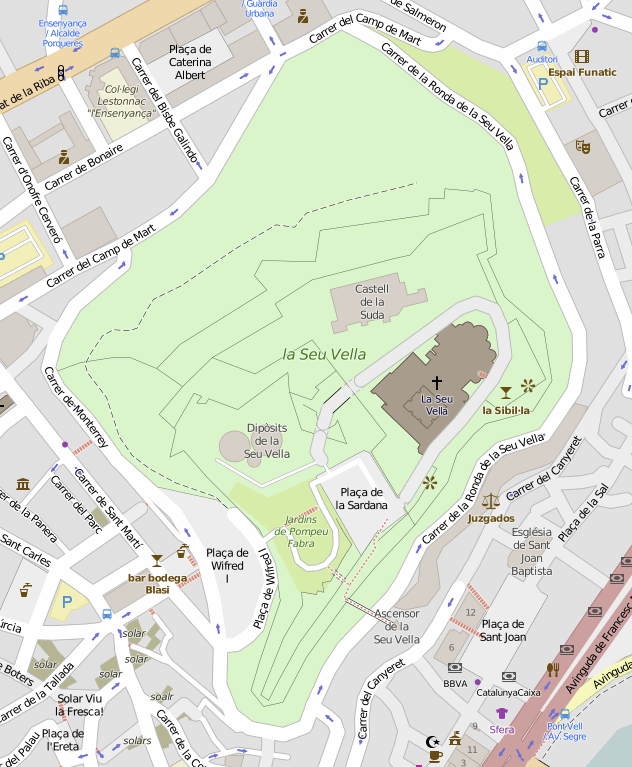
Lageplan (OpenStreetMap)

Seu Vella (katalanisch für „Alter Bischofssitz“ bzw. „Alte Kathedrale“) ist die ehemalige Kathedrale des Bistums Lleida in Katalonien.

## Lage
Der Kirchhügel (Turó de la Seu Vella) über dem Fluss El Segre ist durch mehrere Ringe von Befestigungsanlagen aus dem 18. Jahrhundert gesichert, innerhalb dieser liegen sowohl die Überreste der Burg (Suda de Lleida oder Castell del Rei) als auch die Alte Kathedrale, die jeweils auf maurischen Vorgängerbauten errichtet wurden. Das Ensemble aus Festung, Burg und Kathedrale bildet ein nationales Kulturgut.

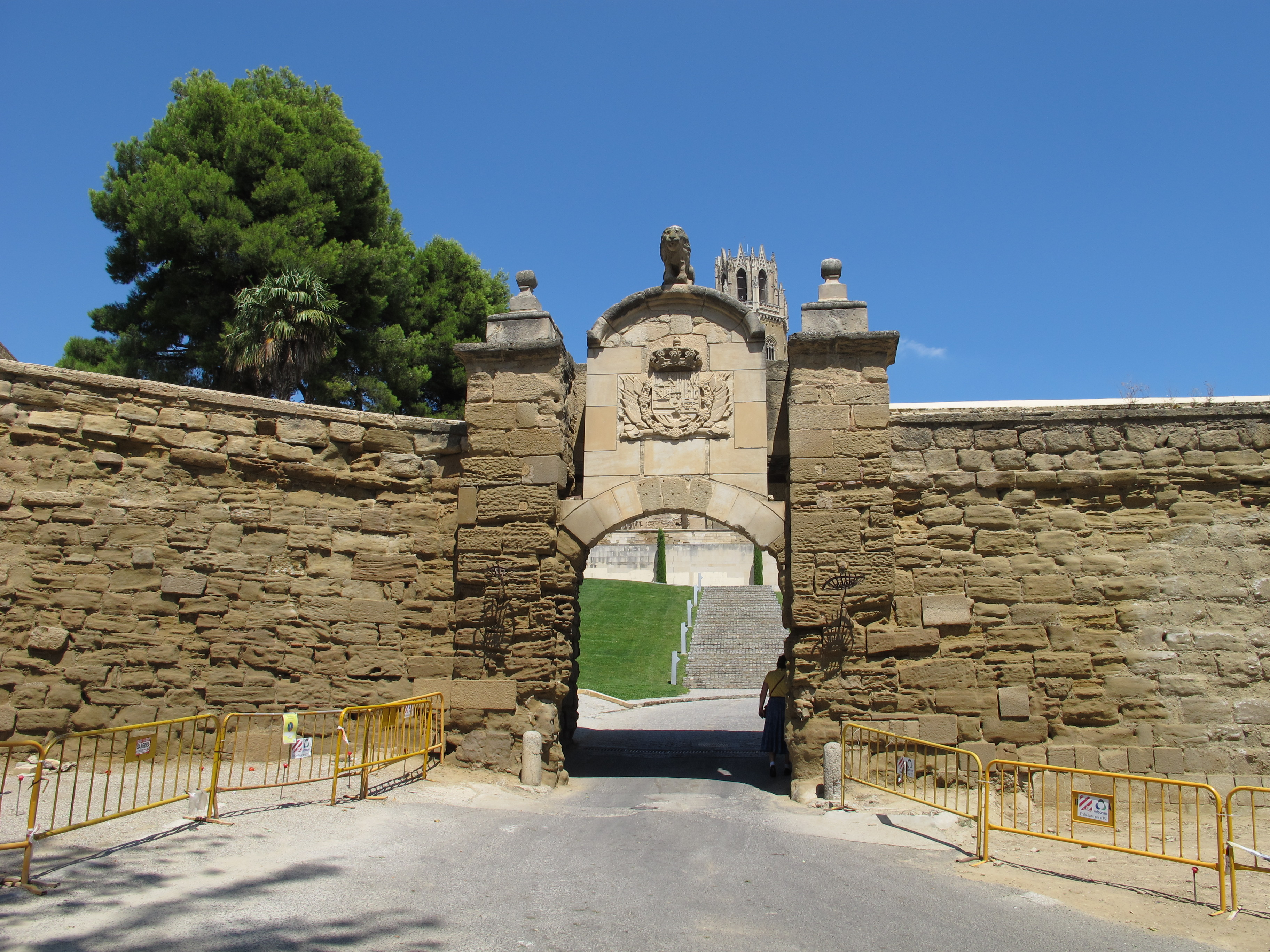
Festungstor und Eingang zum Ensemble
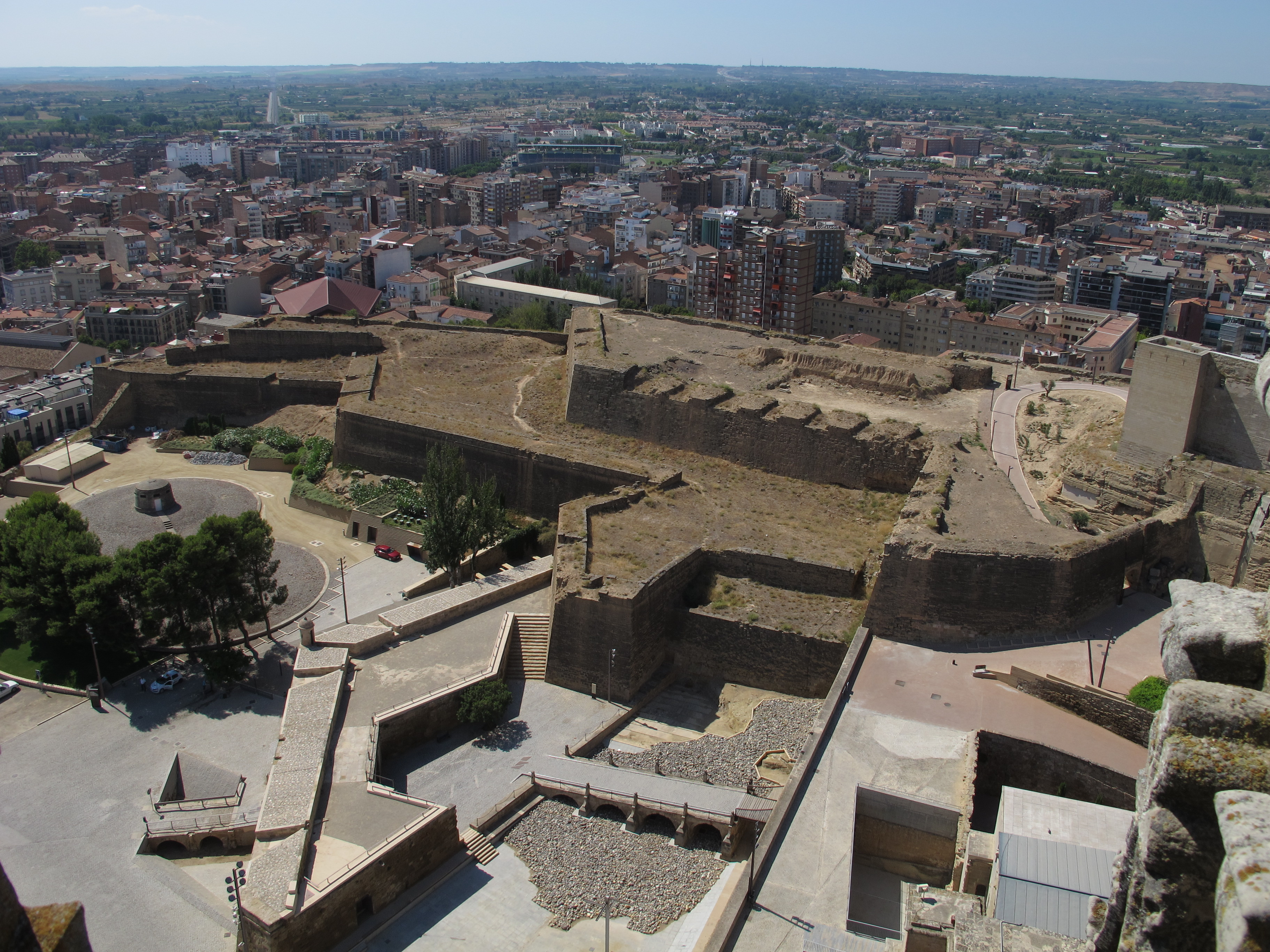
Blick vom Glockenturm auf die Befestigungsanlagen
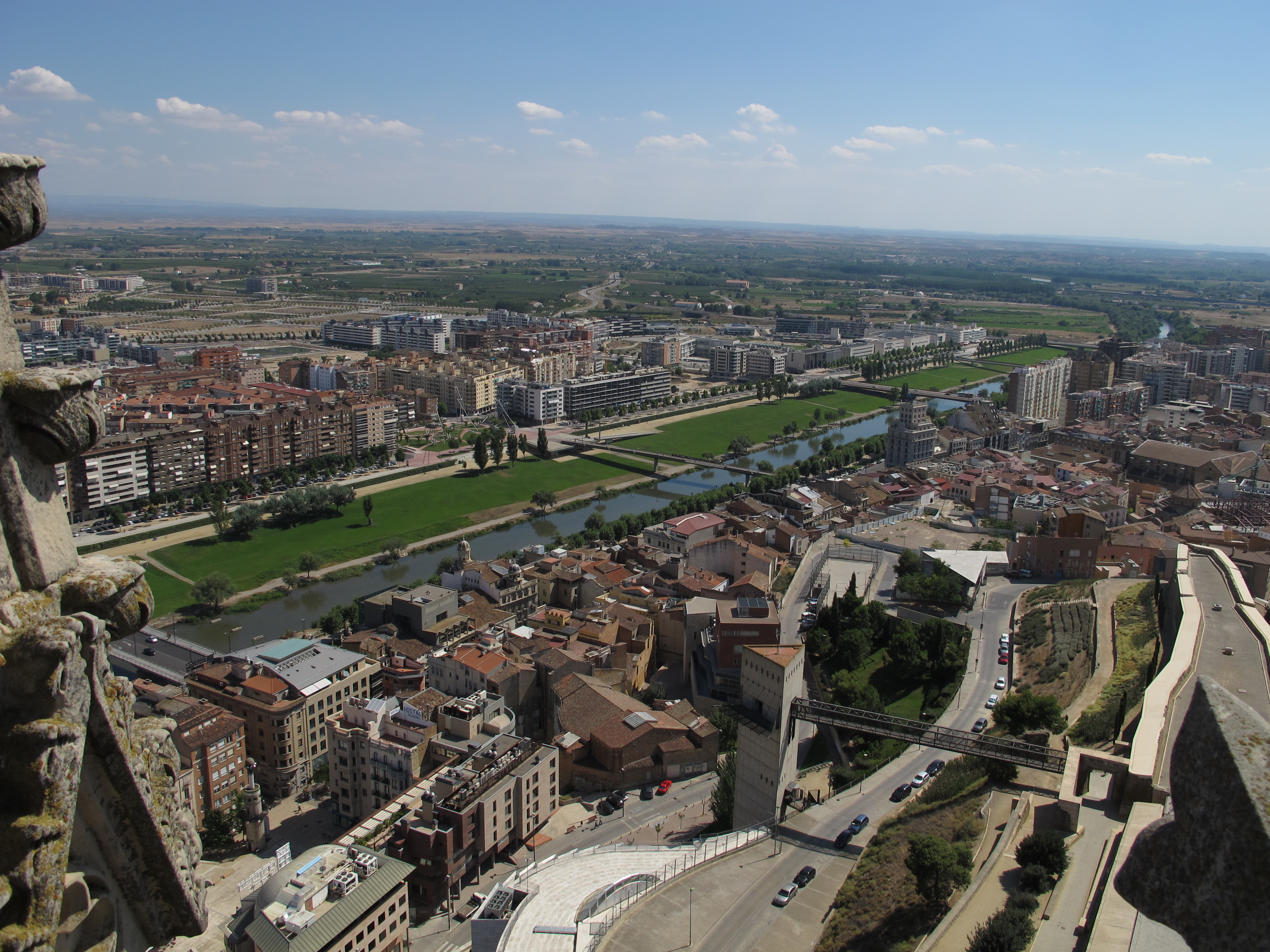
Blick vom Glockenturm auf die Stadt
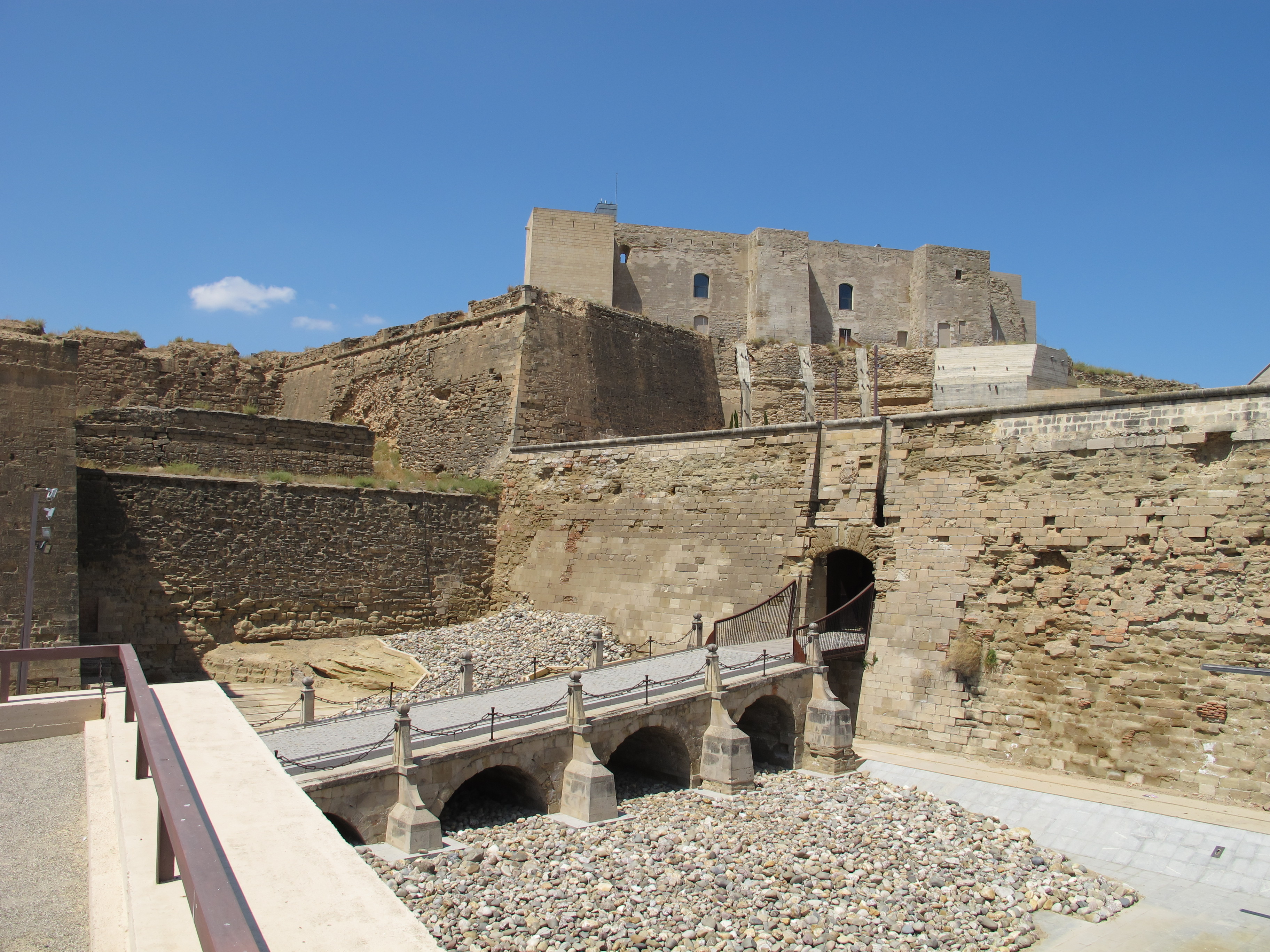
Die Königsburg (Suda)
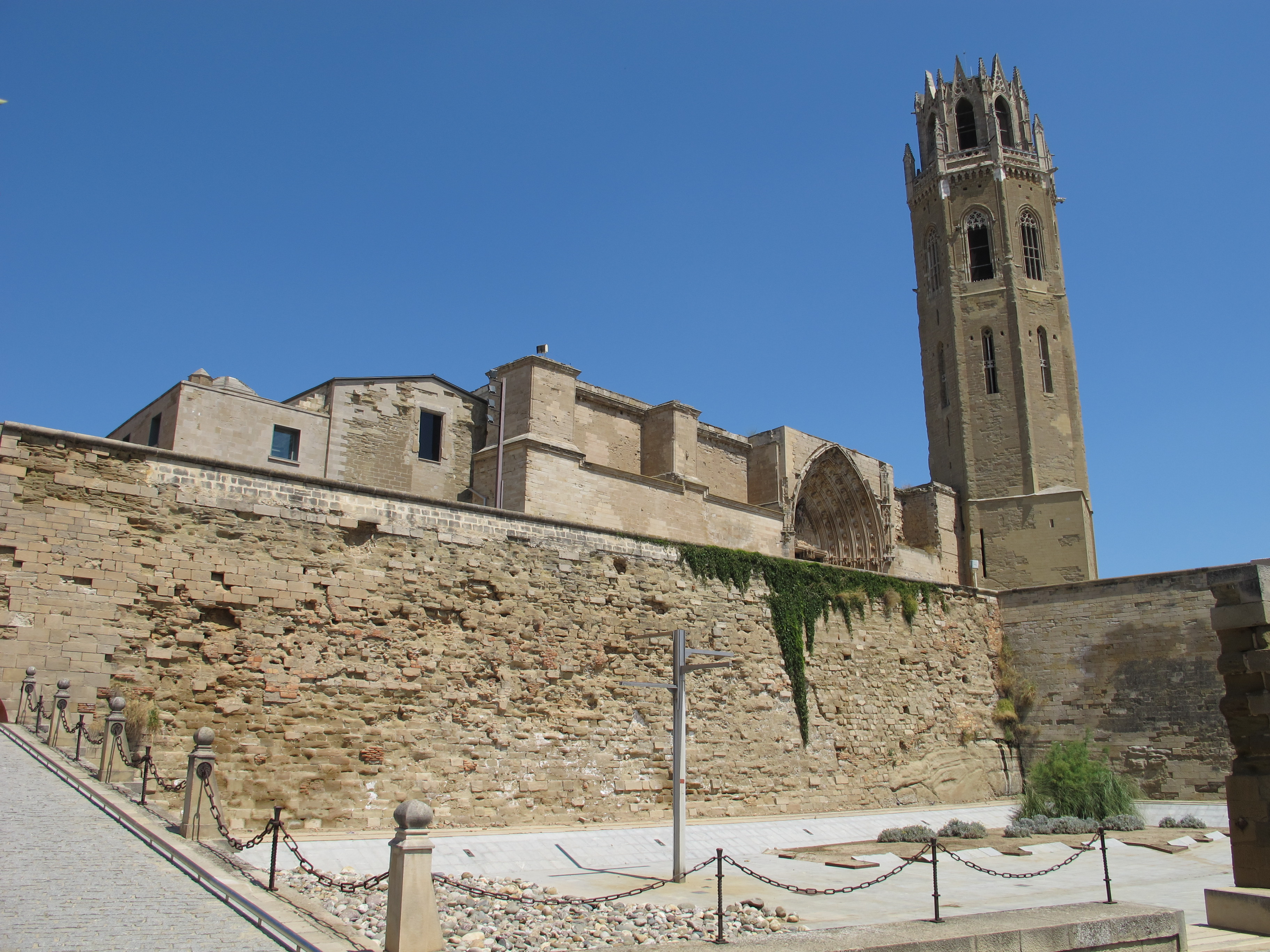
Blick von Westen

## Geschichte
Vor der Invasion der Mauren stand auf dem Hügel bereits eine frühchristliche Kirche der Westgoten, die 832 zur Moschee umgebaut wurde.
Nach der Rückeroberung Lleidas durch Ramon Berenguer IV. von Barcelona wurde zunächst die Moschee als Kirche Santa Maria Antiqua weiterverwendet (geweiht am 30. Oktober 1149).
Im Jahre 1203 betrieb Bischof Gombau de Camporrells den Neubau einer damals modernen, romanischen Kathedrale, die Grundsteinlegung war am 22. Juli. Architekt war der überregional bekannte Pere de Coma. Geweiht wurde die noch unvollendete Kirche im Jahre 1278, zu dieser Zeit begann auch der Bau des Kreuzgangs, jedoch war das Gebäude erst mit der Fertigstellung der Kuppel und der anderen Dächer im Jahre 1286 in ihrer ersten Form vollendet. Im 14. Jahrhundert wurde der Kreuzgang fertiggestellt, und man begann mit der Errichtung des Glockenturms, der seinerseits 1431 vollendet wurde.
Über die folgenden Jahrhunderte wurden diverse Kapellen und andere Anbauten hinzugefügt, so dass die Kirche in einer gotisch-romanischen Übergangsmischform mit recht „unübersichtlichem“ Grundriss vorliegt, hauptsächlich besteht sie aus Hauptschiff mit zwei Seitenschiffen, einem Querschiff und fünf Apsiden. Im Kreuzungspunkt zwischen Haupt- und
Querschiff bildet das Dach eine achteckige Kuppel.
Im Zuge des Spanischen Erbfolgekriegs (1701 bis 1714) besetzte im Jahre 1707 König Felip V. den gesamten Berg, ließ ihn zur Festung ausbauen und die Kathedrale in eine Kaserne umwandeln. Die Inneneinrichtung der Kirche ging größtenteils verloren, und das Gebäude verkam zunehmend zu einer vergessenen Ruine. Eines der gotischen Altarbilder wurde 1749 der Pfarrgemeinde von Albatàrrec übergeben. Inzwischen wurde in der Stadt eine neue Kathedrale (Seu Nova) im Barock- und Neoklassizismus-Stil errichtet.
1918 schließlich wurde die Kirche als Nationaldenkmal deklariert, jedoch konnten die Restaurierungsarbeiten erst ab 1948, nach Auflösung der Kaserne, beginnen. Während heute (2011) das Gebäude von außen wieder recht vollständig wirkt und der berühmte Kreuzgang eindrucksvoll restauriert wurde, präsentiert sich das Innere der Kirche schmucklos und aus nacktem Stein, bis auf Reste von Wandmalereien und einige wenige, zum Teil zeitgenössische, Artefakte.
Die letzte Restaurierungsmaßnahme, die Absicherung und äußerliche Reparatur des Glockenturms, begann im Dezember 2012 und sollte im folgenden Jahr abgeschlossen sein.
Als bauliche Besonderheit ist die Kirche nicht nach Osten ausgerichtet, sondern nach Nordosten (siehe Lageplan). Es gibt daher ein nordwestliches (linkes) und ein südöstliches (rechtes) Seitenschiff. Der Glockenturm steht an der Südecke. In der Literatur und auf Grundrissen wird dieser Umstand häufig ignoriert, und die tatsächliche Nordwestseite wird als Nordseite, die Südostseite als Südseite bezeichnet usw.

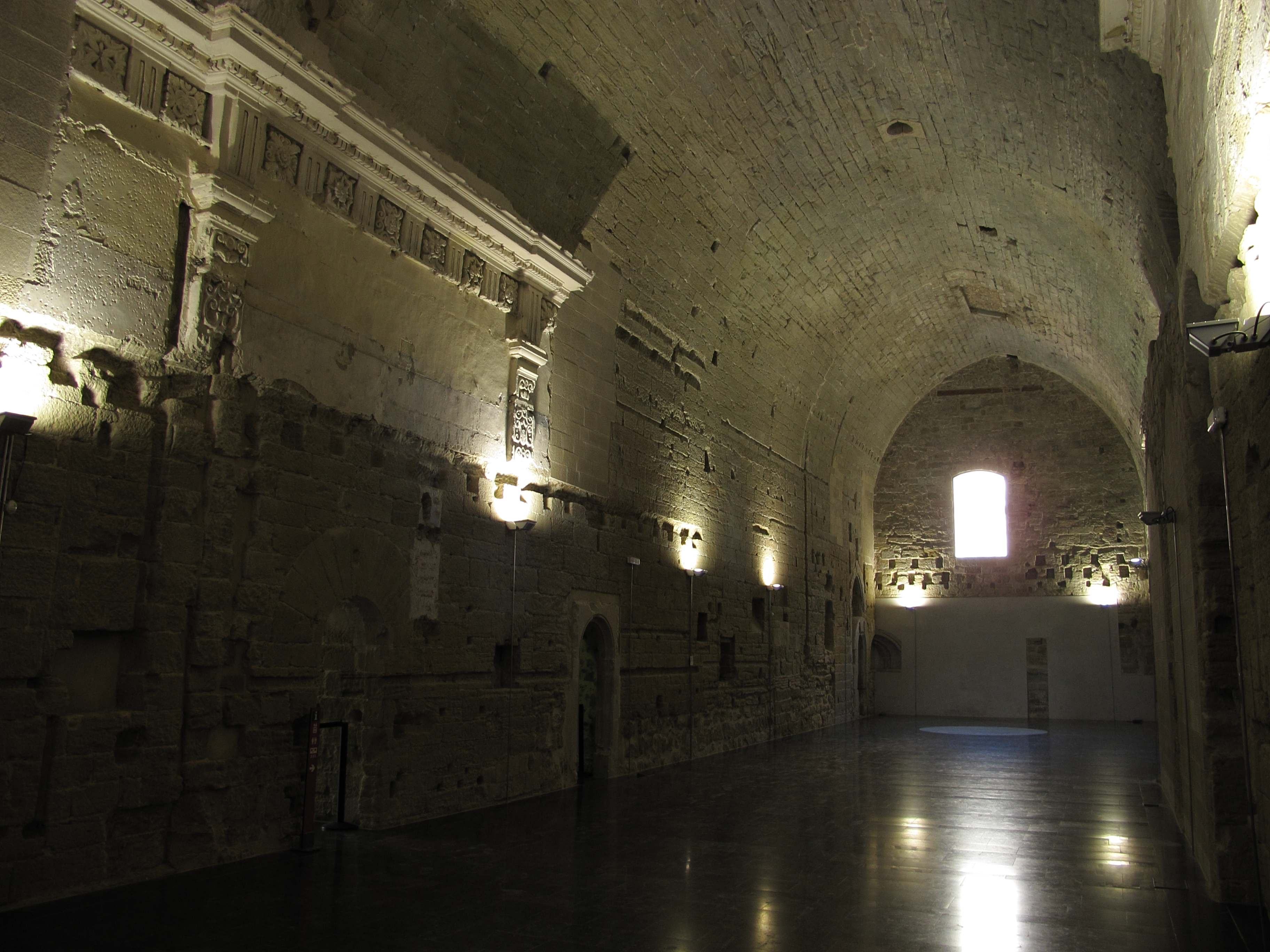
Kapitelsaal
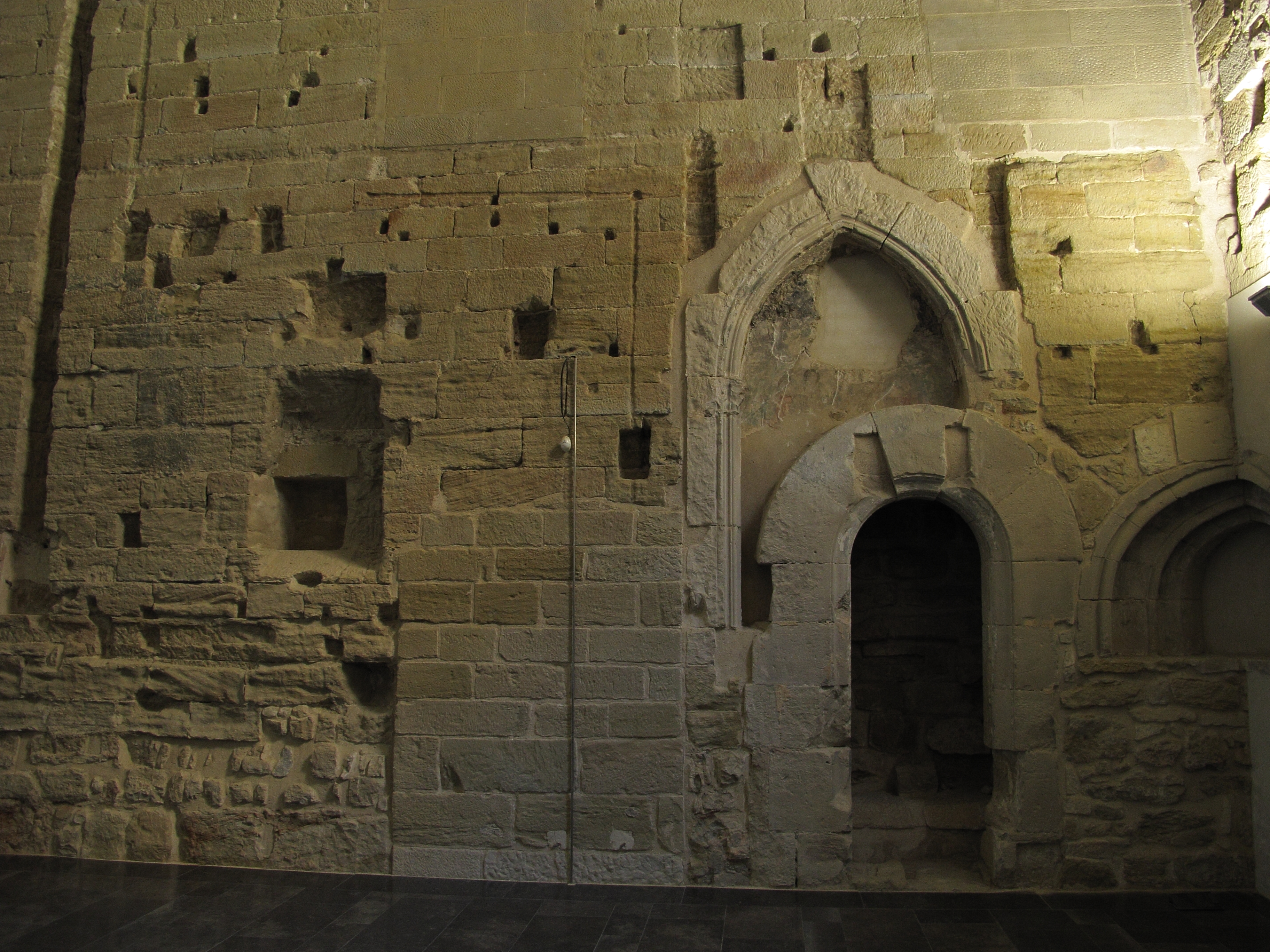
Zeugnis der Umbauten im Kapitelsaal

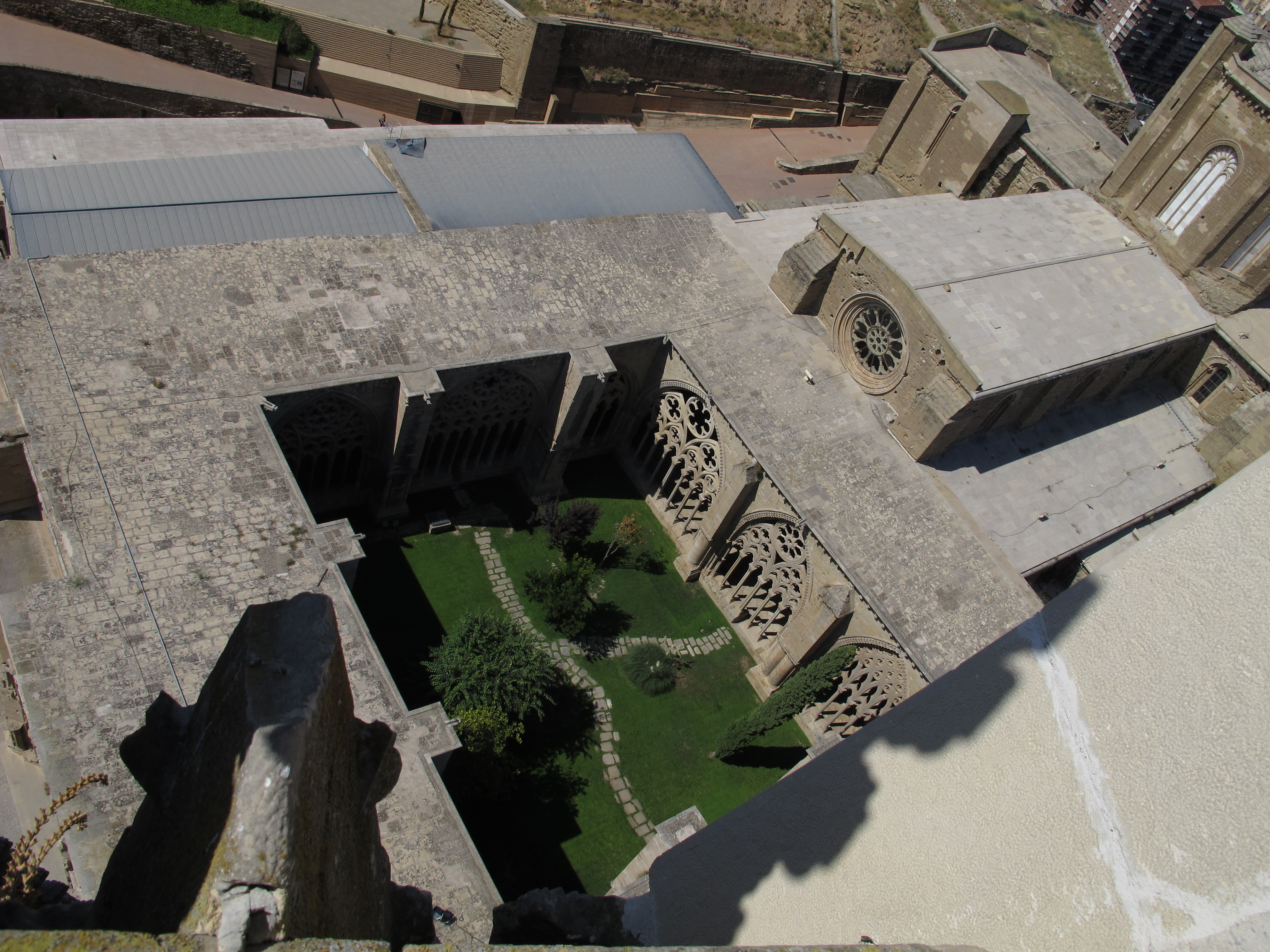
Blick vom Turm auf die Kirche
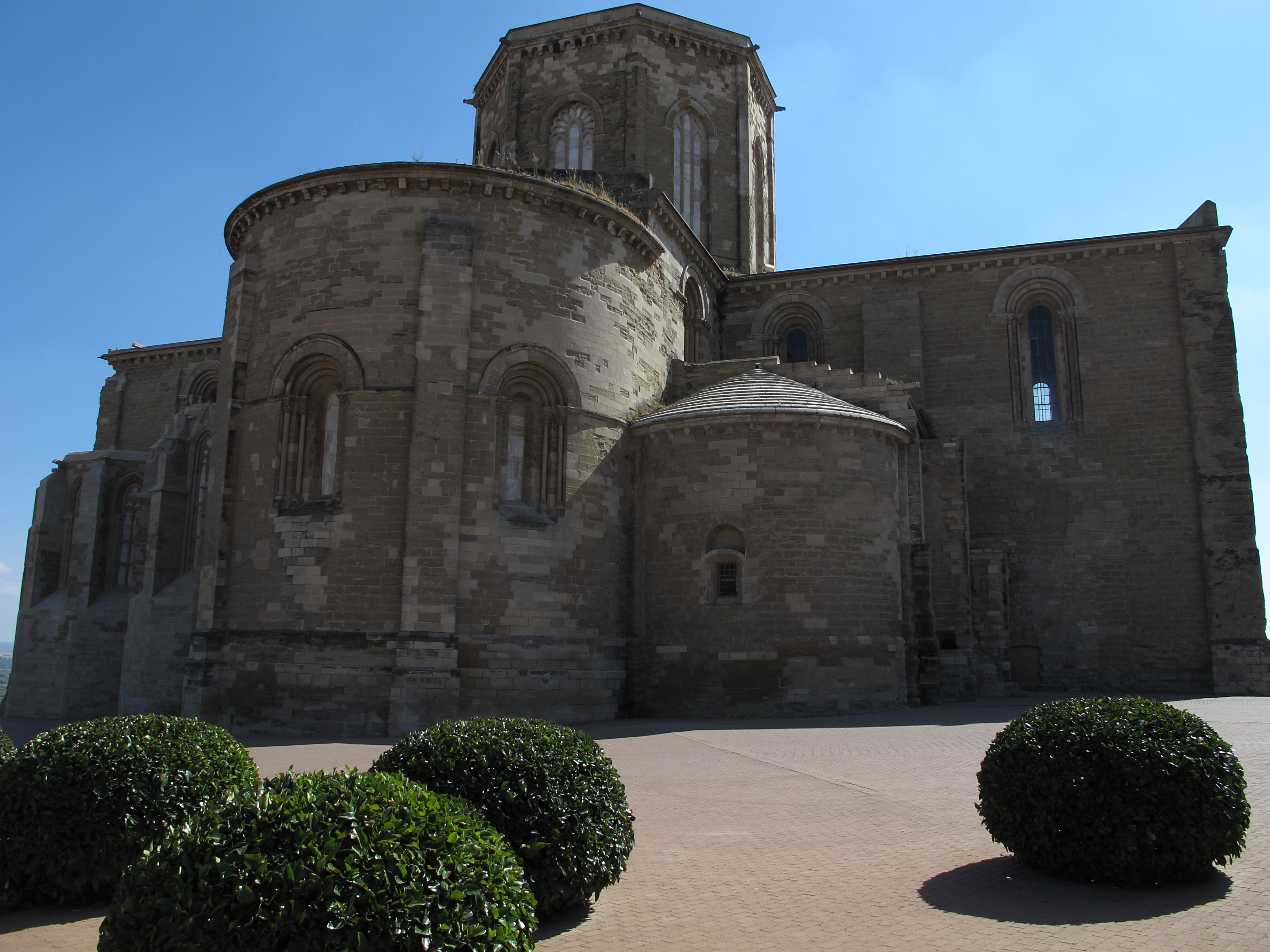
Nordostseite
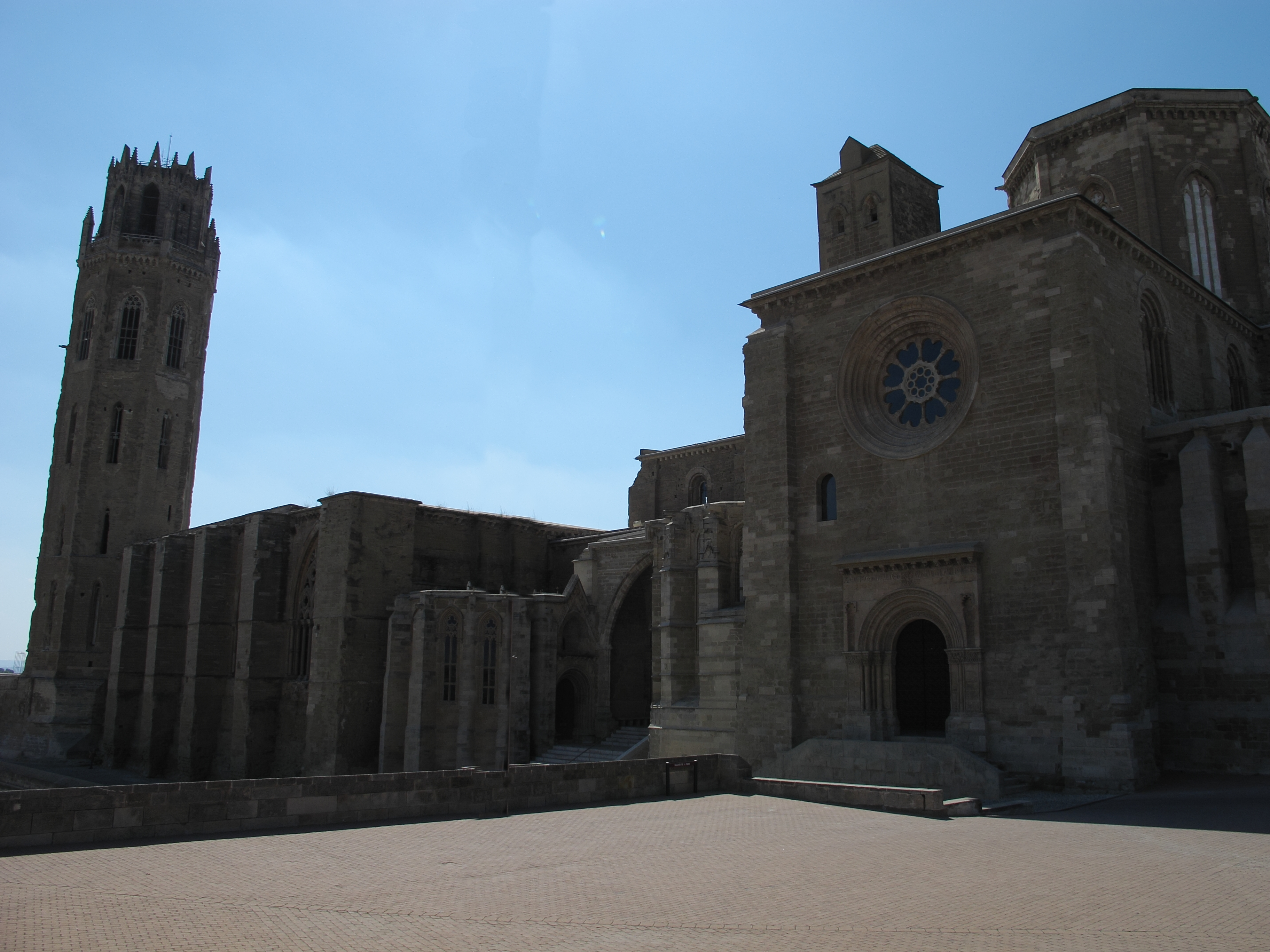
Südostseite
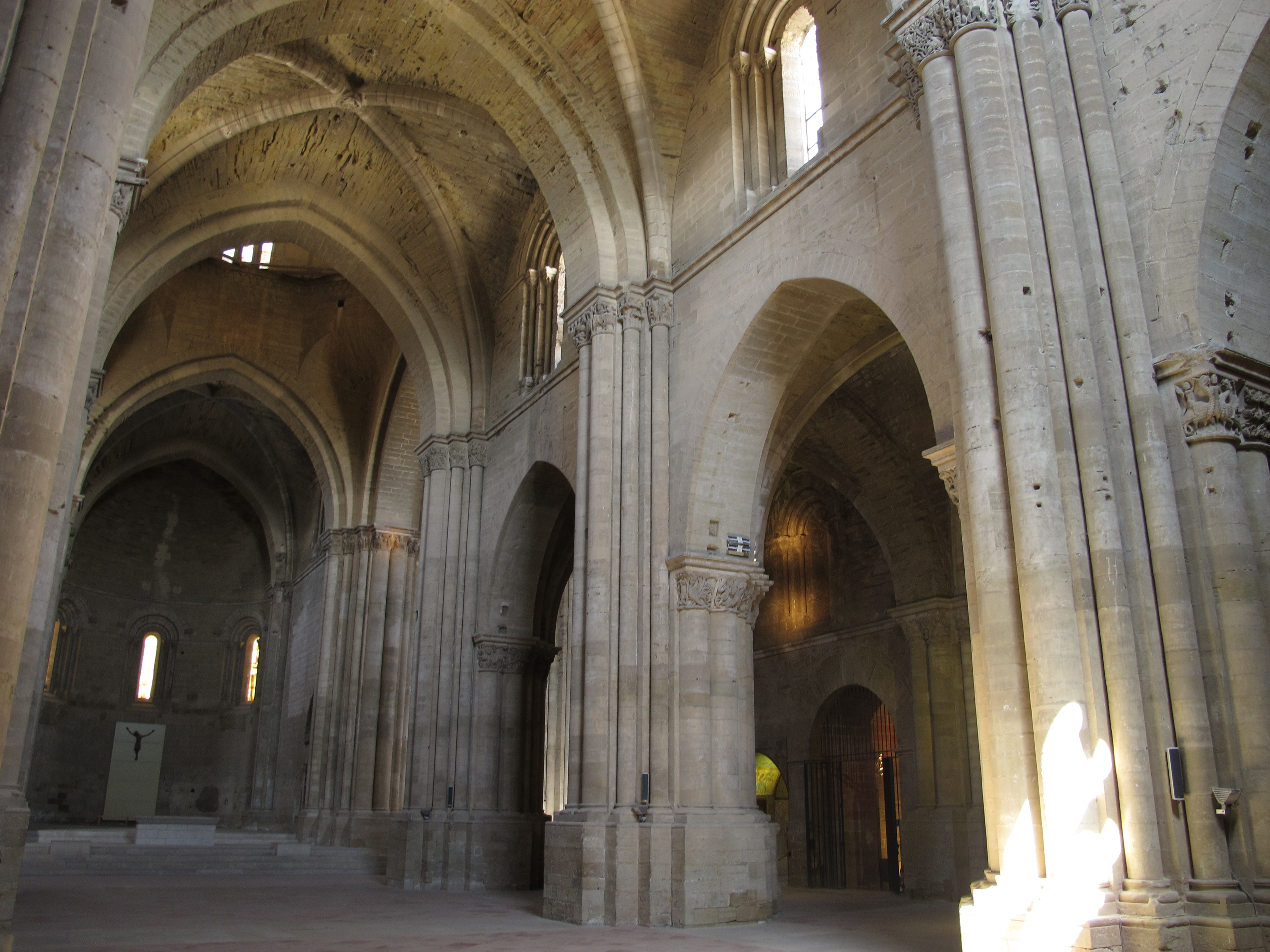
Hauptschiff
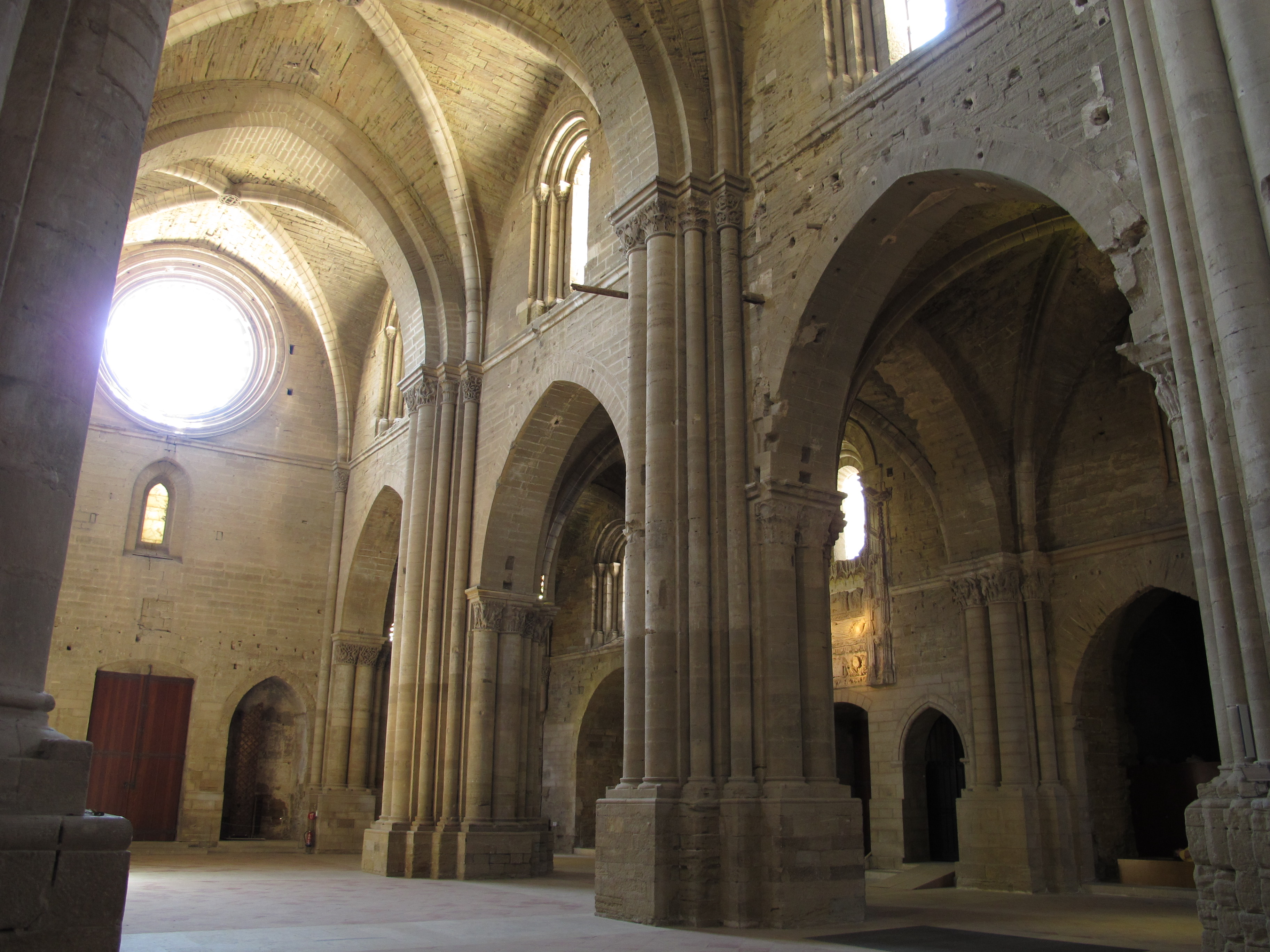
Hauptschiff
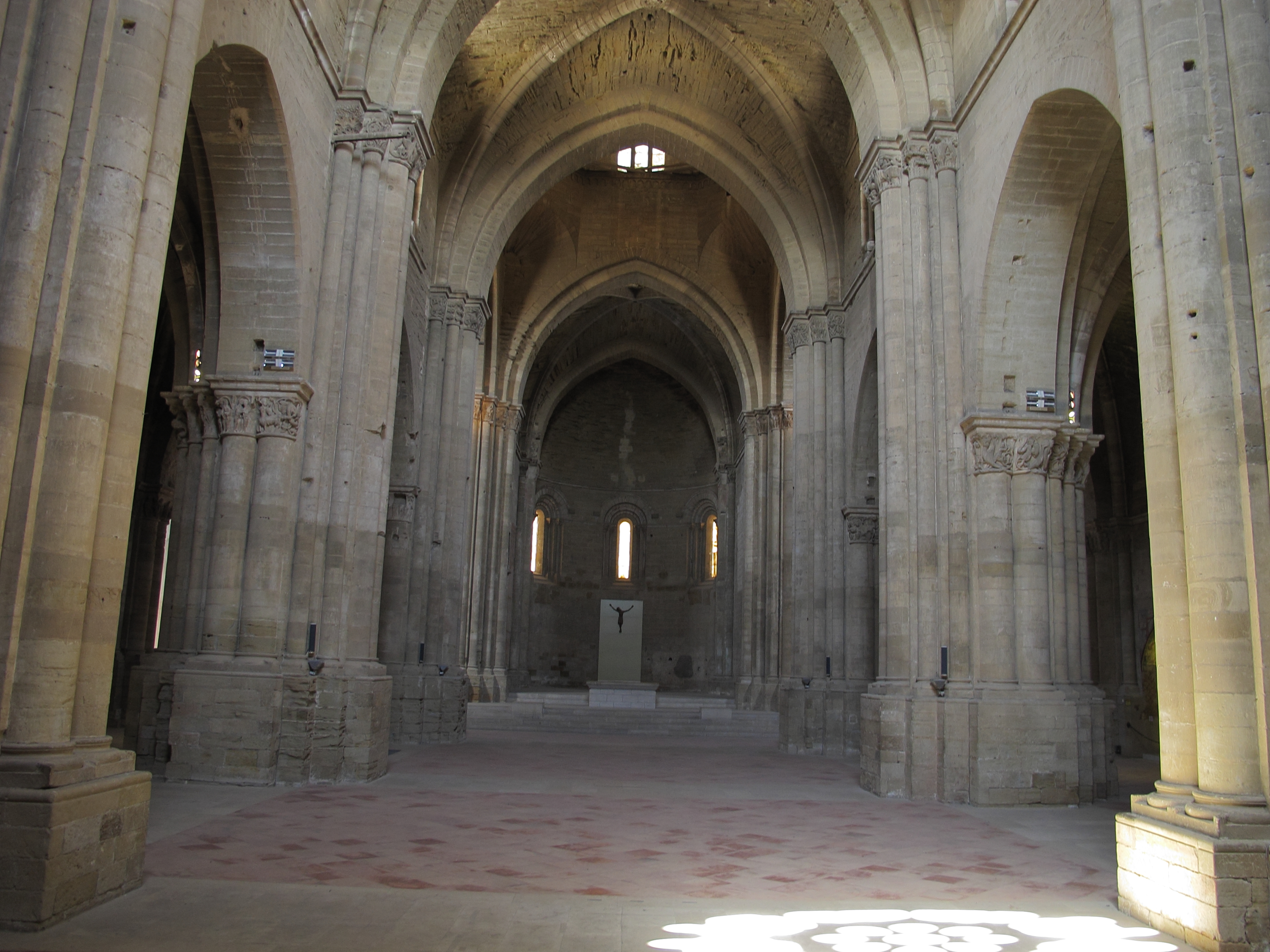
Hauptschiff
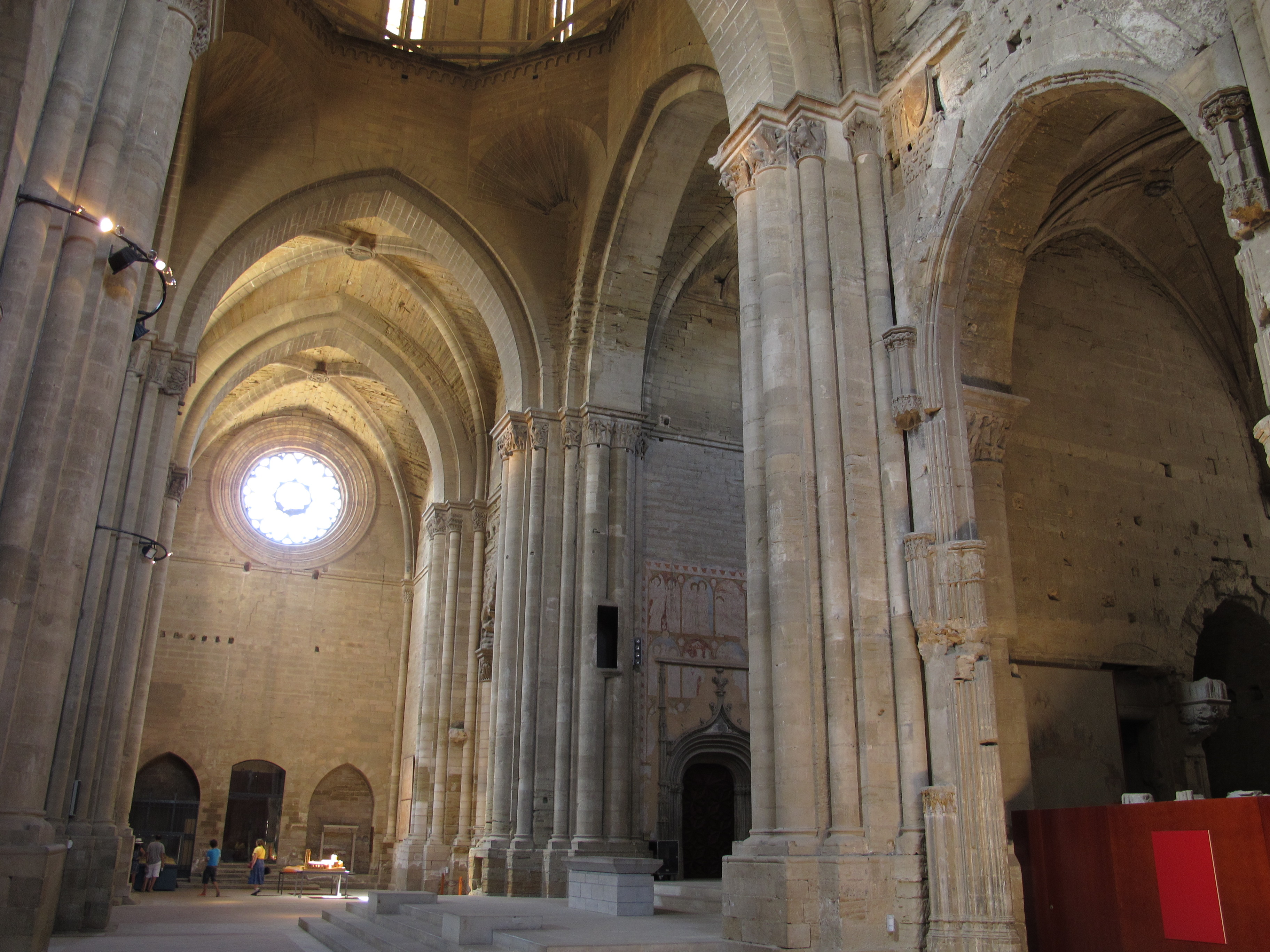
Querschiff
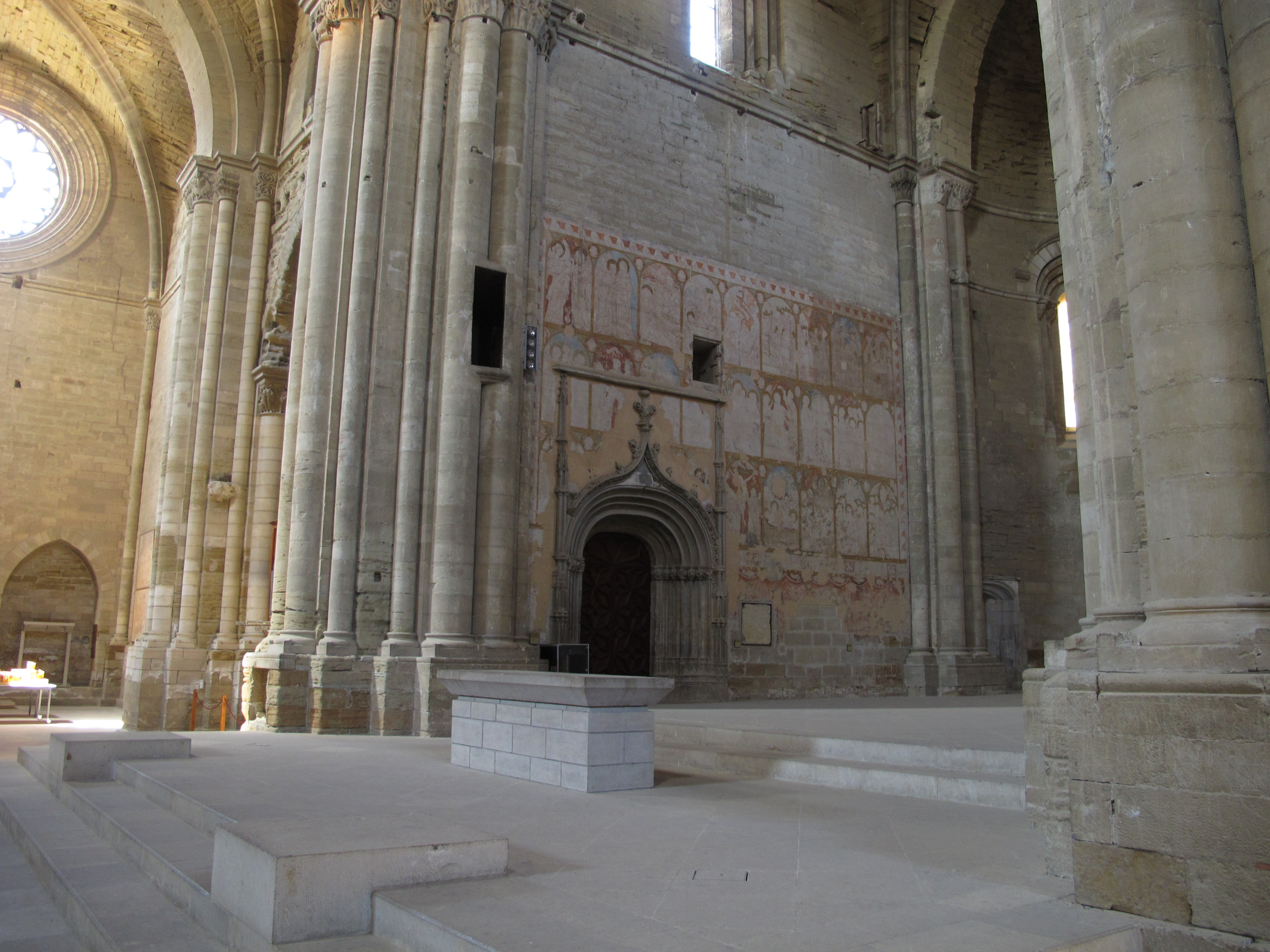
Reste von Wandmalereien

## Portale
Die Alte Kathedrale von Lleida ist bekannt für ihre reichgeschmückten Portale. Im Kreuzgang sind dies insbesondere die Porta de l’antiga capella Santa Maria l’Antiga, welche zur gleichnamigen Kapelle führt, sowie die Porta principal, der Eingang zum Mittelschiff der Kirche.

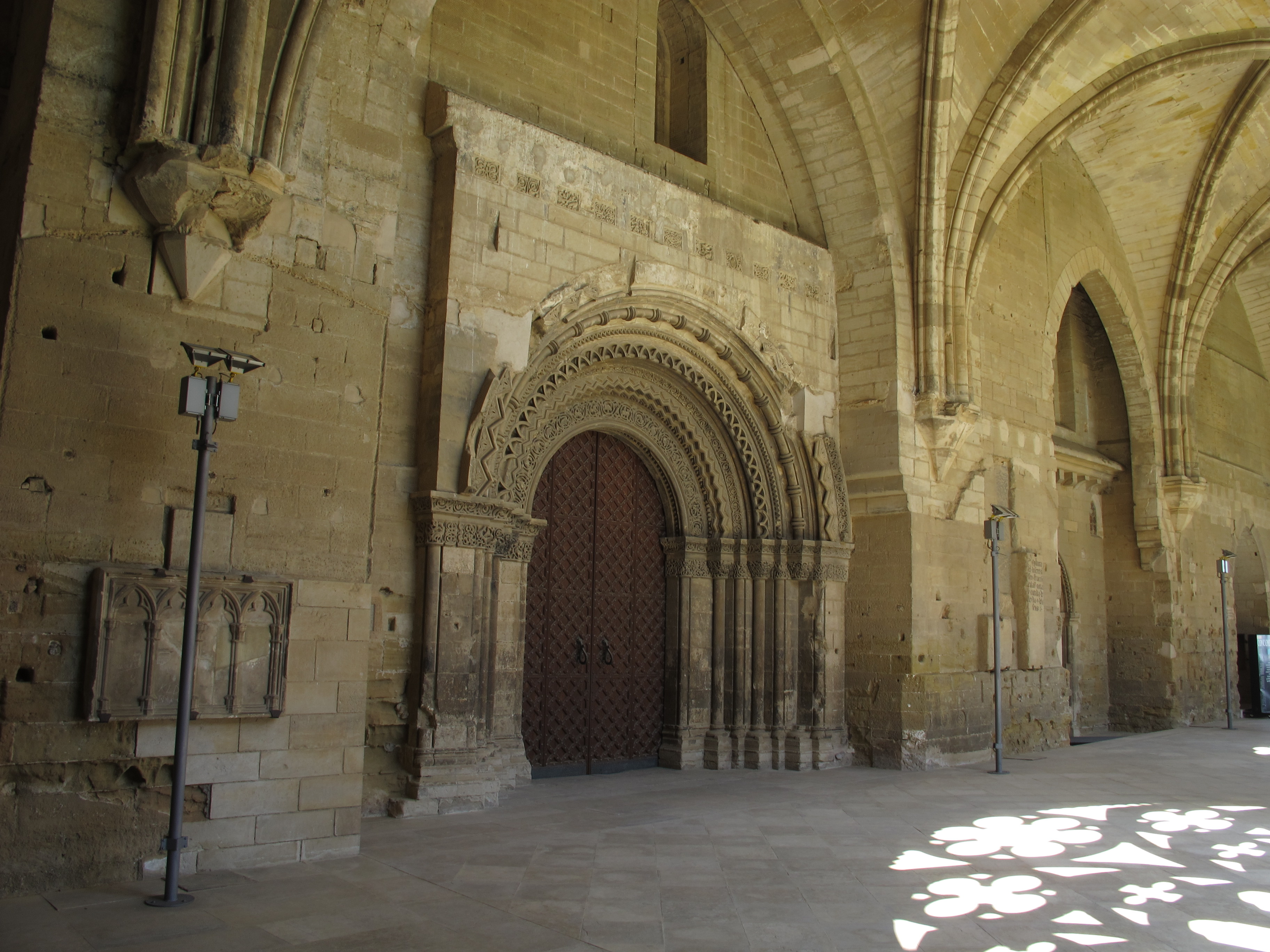
Kirchenhaupteingang vom Kreuzgang
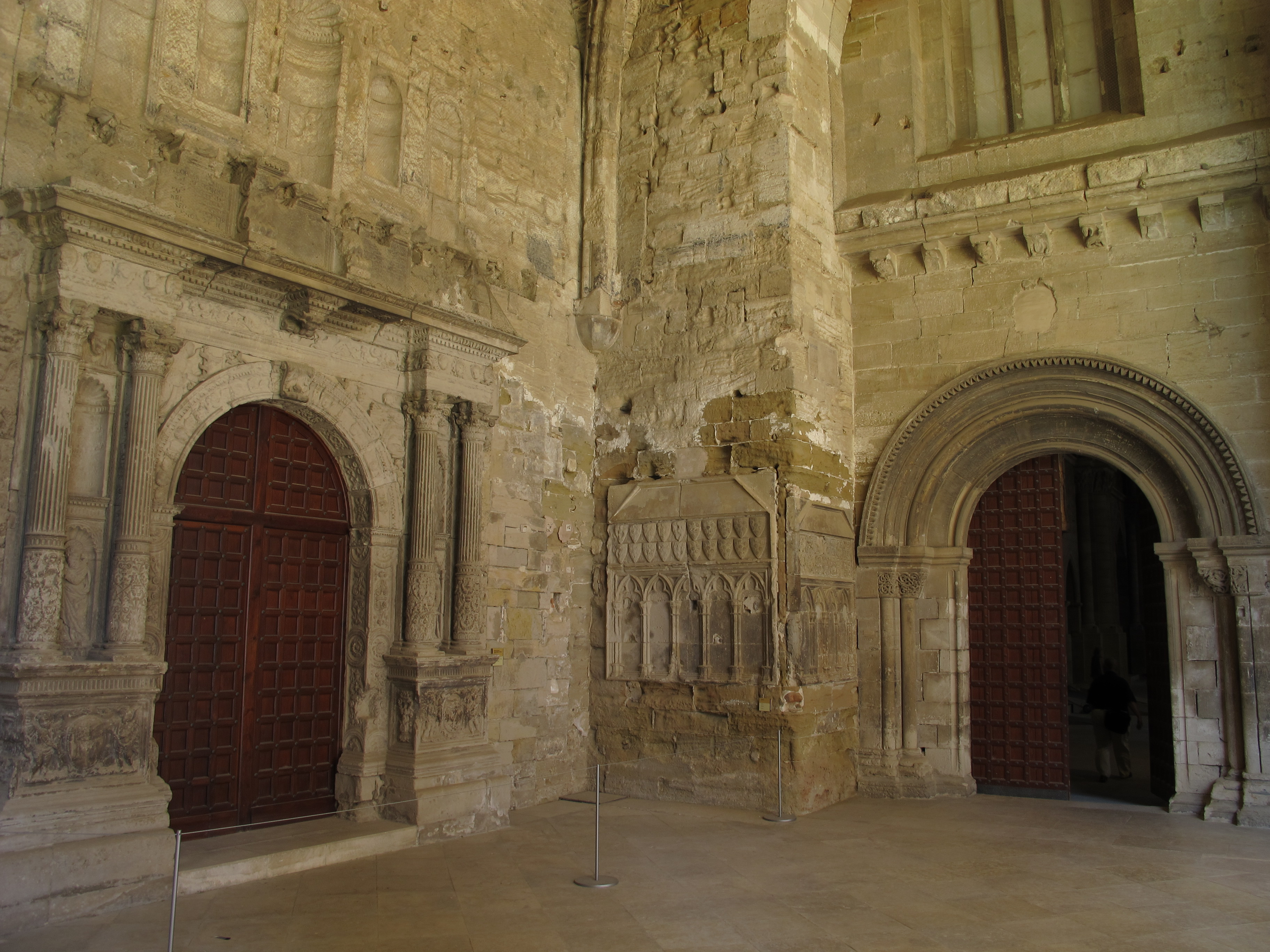
Weitere Portale im Kreuzgang

An Außenportalen sind zu erwähnen die Porta dels Apòstols (dt. „Aposteltor“) an der Südwestseite des Kreuzgangs, die eher schmucklose Porta de Sant Berenguer an der Nordwestseite, in Höhe des Querschiffs, die Porta de l’Anunciata (dt. „Verkündigungstor“) an der Südostseite, gegenüber der vorher genannten, und die Porta dels Fillols auf derselben Seite.

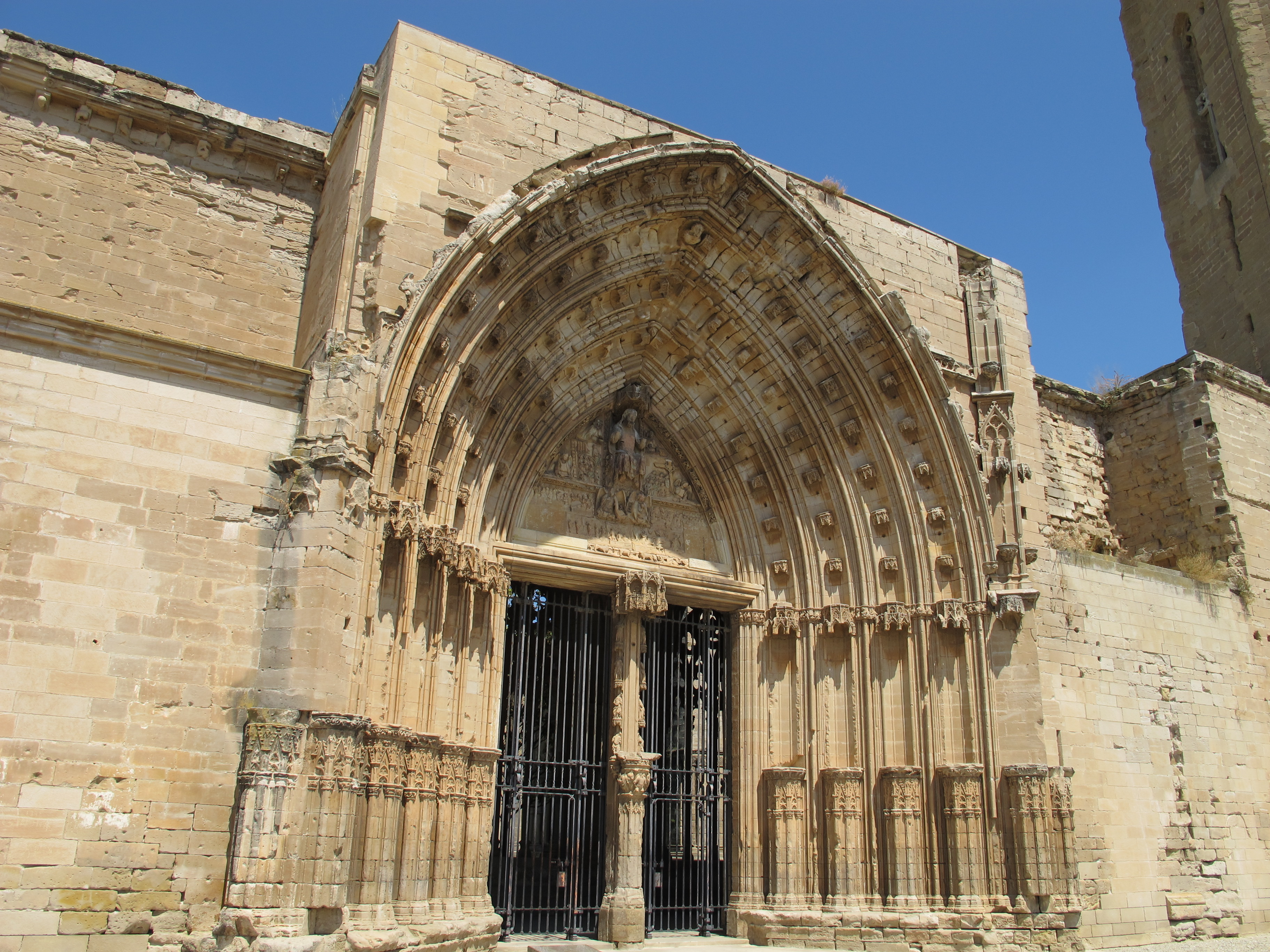
Aposteltor
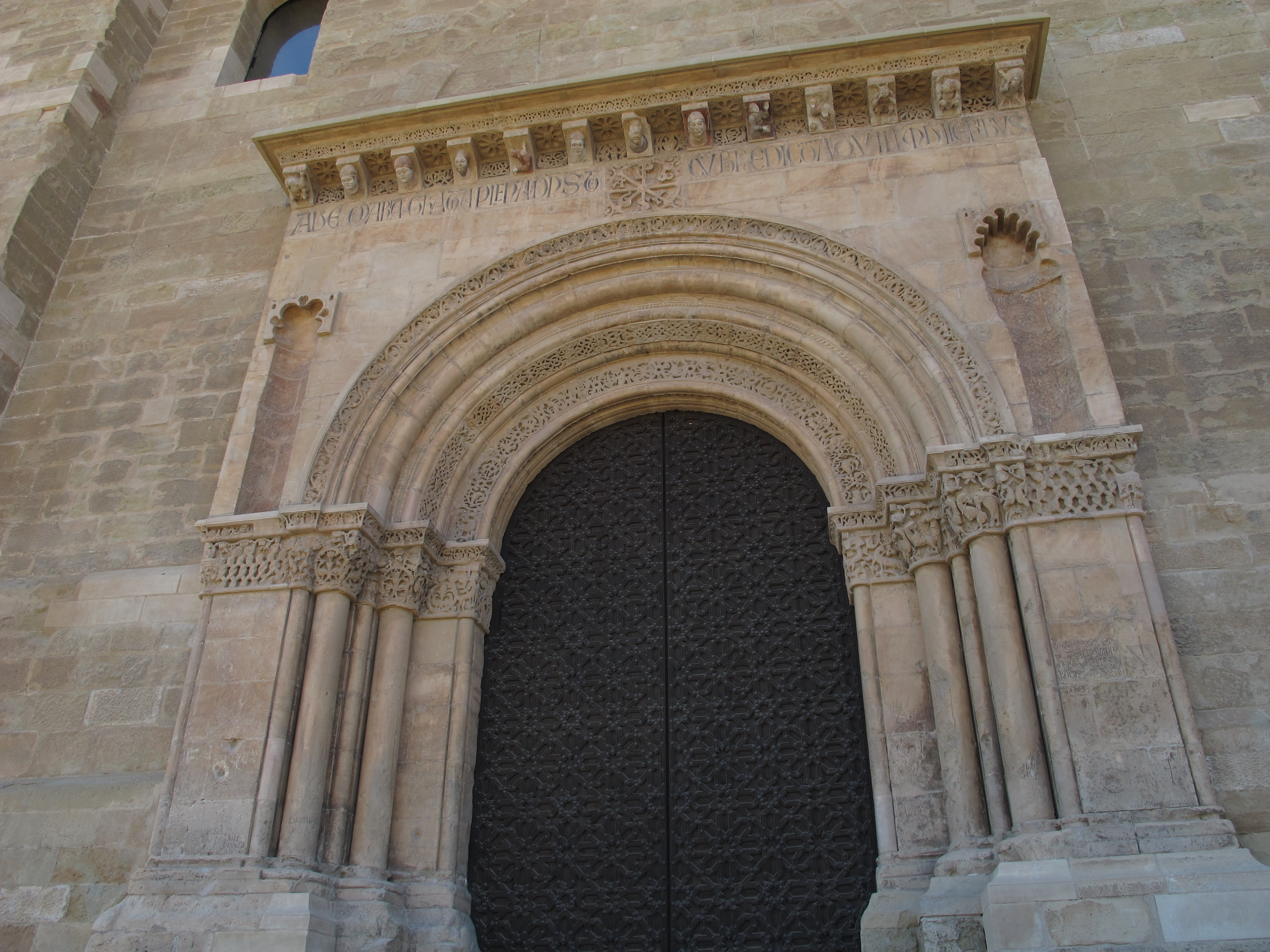
Verkündigungstor
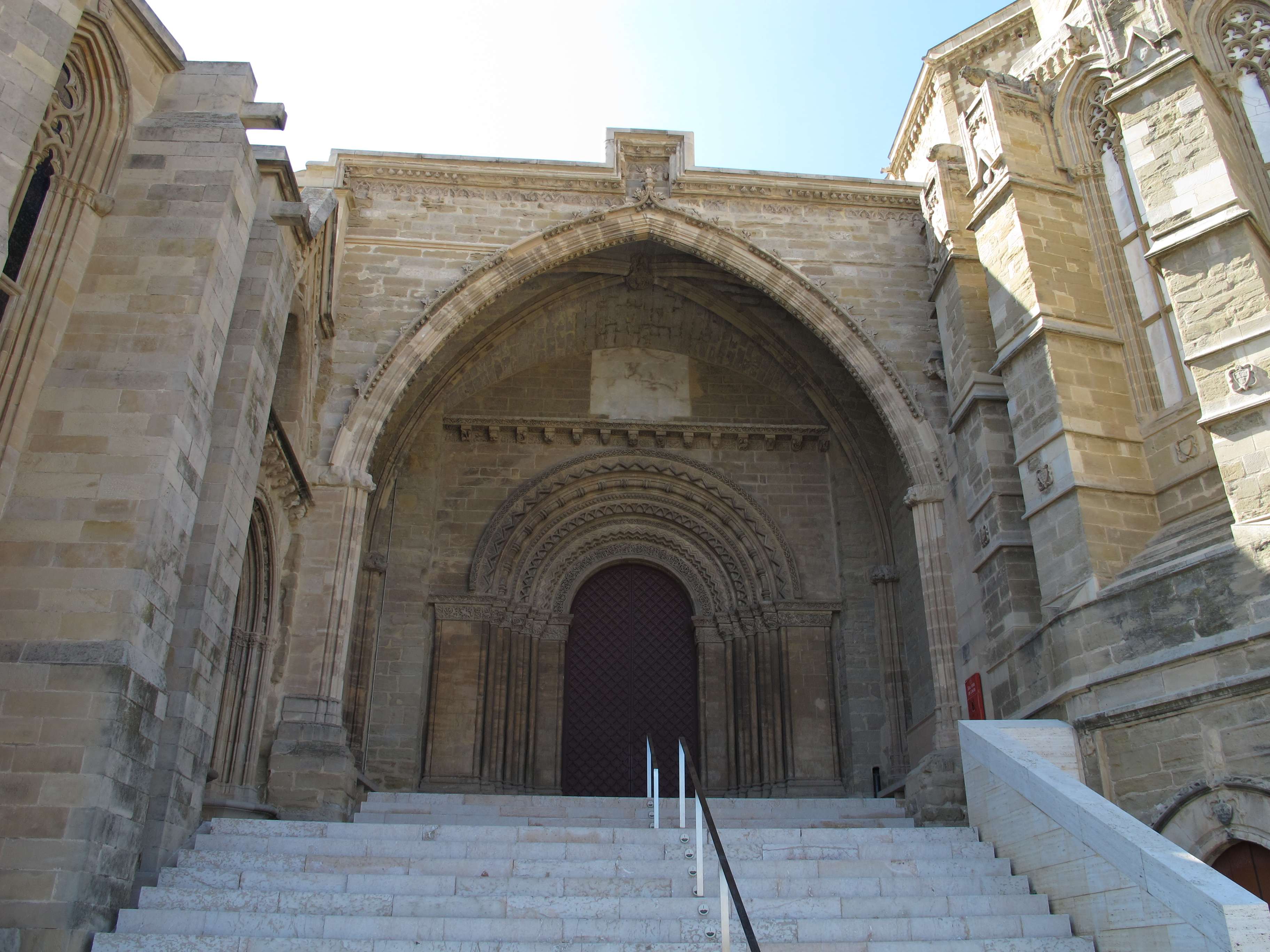
Fillols-Tor
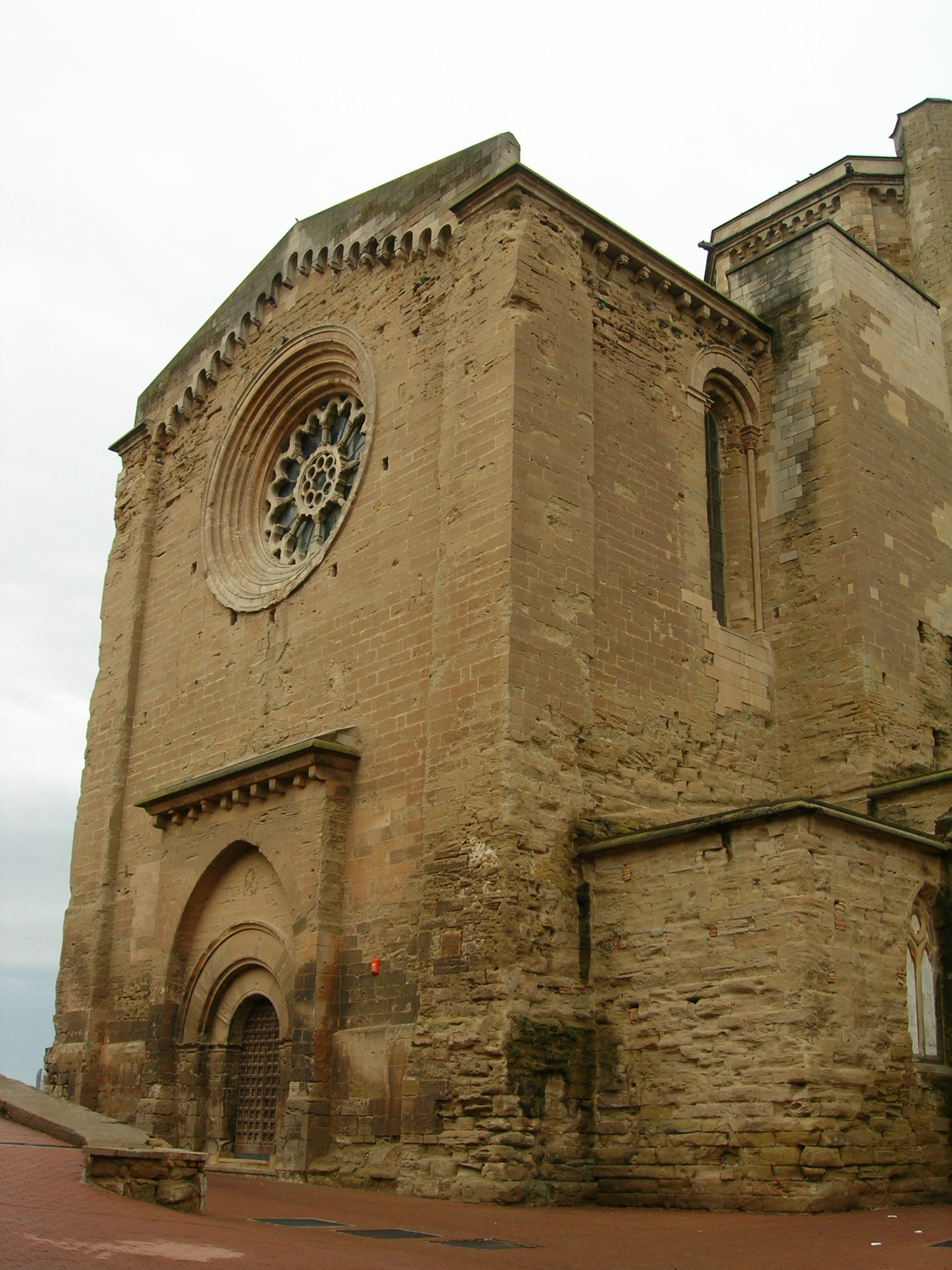
Berenguer-Tor

## Kreuzgang (Claustre)
Der im 14. Jahrhundert errichtete Kreuzgang mit Gewölben von imposanter Höhe ist einer der größten Europas. Er schließt sich in unüblicher Weise an die Südwestseite der Kirche an -- bei einer nach Osten ausgerichteten Kirche ist gerade die Westseite die repräsentative Hauptfassade und wird daher normalerweise nicht durch Vorbauten verdeckt. Von jedem der drei Kirchenschiffe ist der Kreuzgang über ein eigenes Portal zu erreichen, von außen über die Porta dels Apòstols. Die Südostseite ist als offene Galerie gestaltet und bietet eine eindrucksvolle Panorama-Aussicht über den Fluss und die Stadt.
Der Bau des Kreuzgangs begann um das Jahr 1278 (Weihe der Kirche) unter dem Baumeister Guillem d’Enill, die Abschlussarbeiten erfolgten in den Jahren 1494 bis 1513 unter Anton Queralt. Während der Verwendung als Kaserne wurde der Kreuzgang in zwei Etagen unterteilt, und alle Maßwerkfenster wurden mit Brettern vernagelt, weswegen eine umfangreiche Restaurierung bzw. Ergänzung notwendig war.

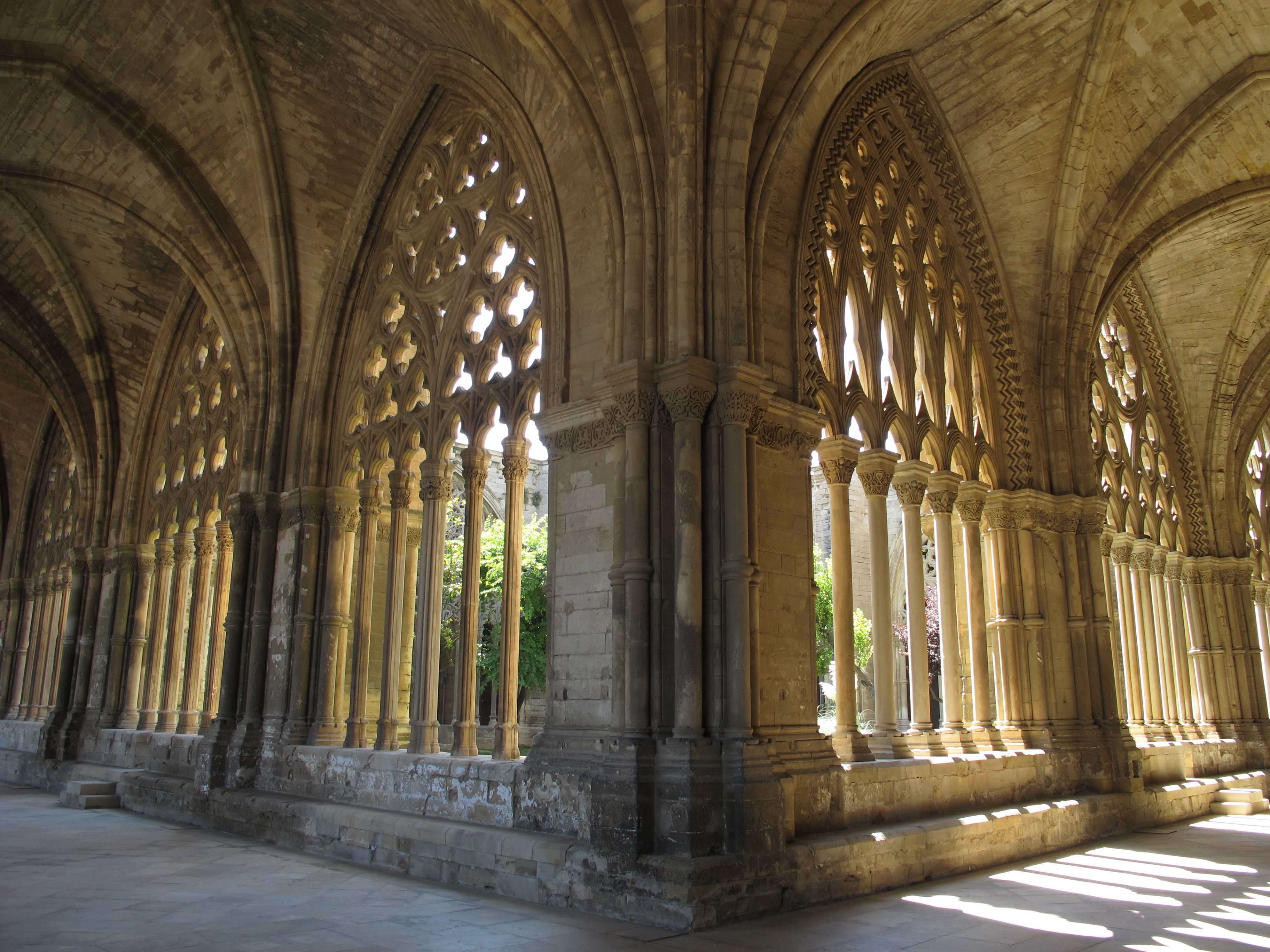
Kreuzgang
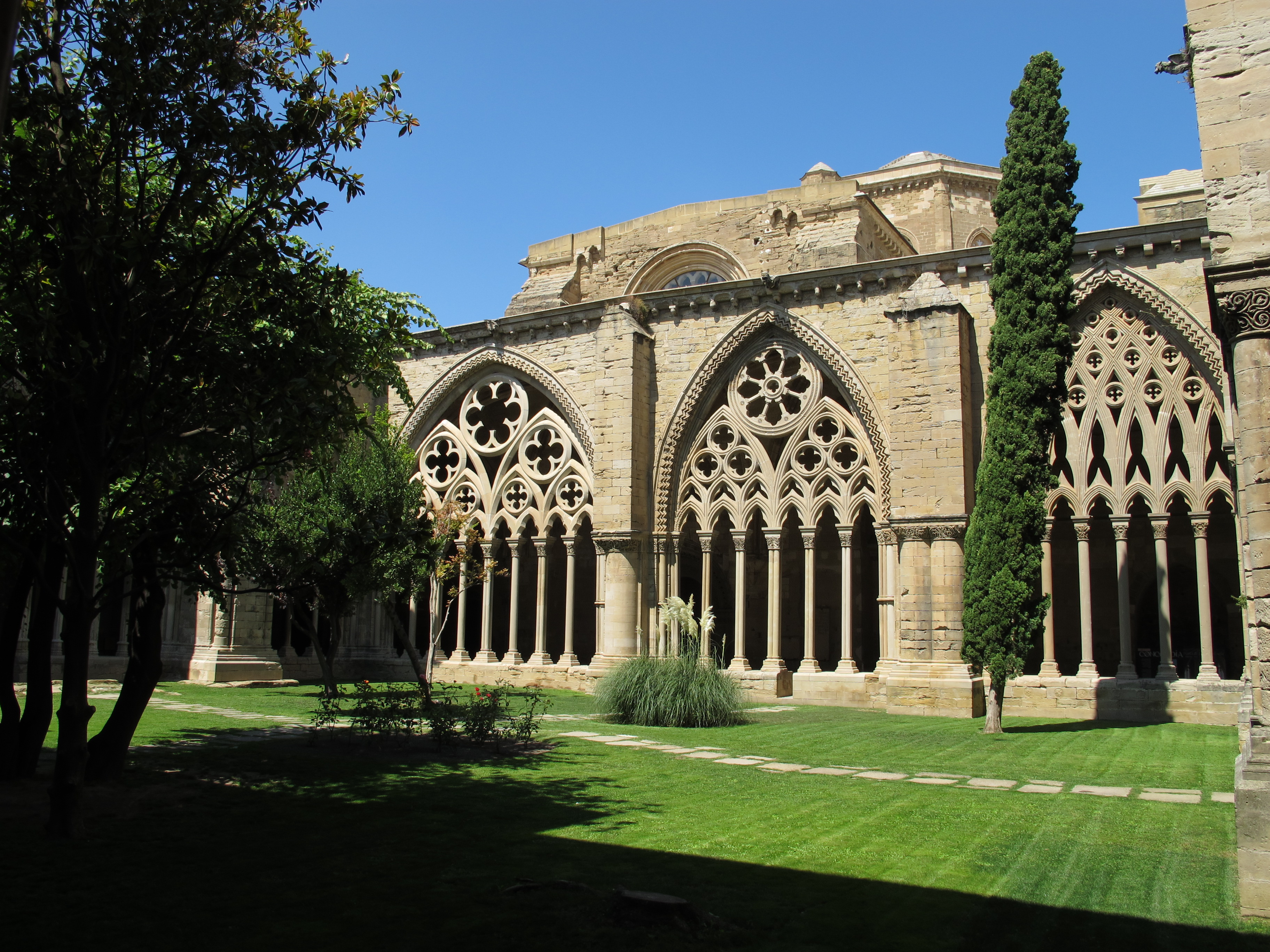
Kreuzgang
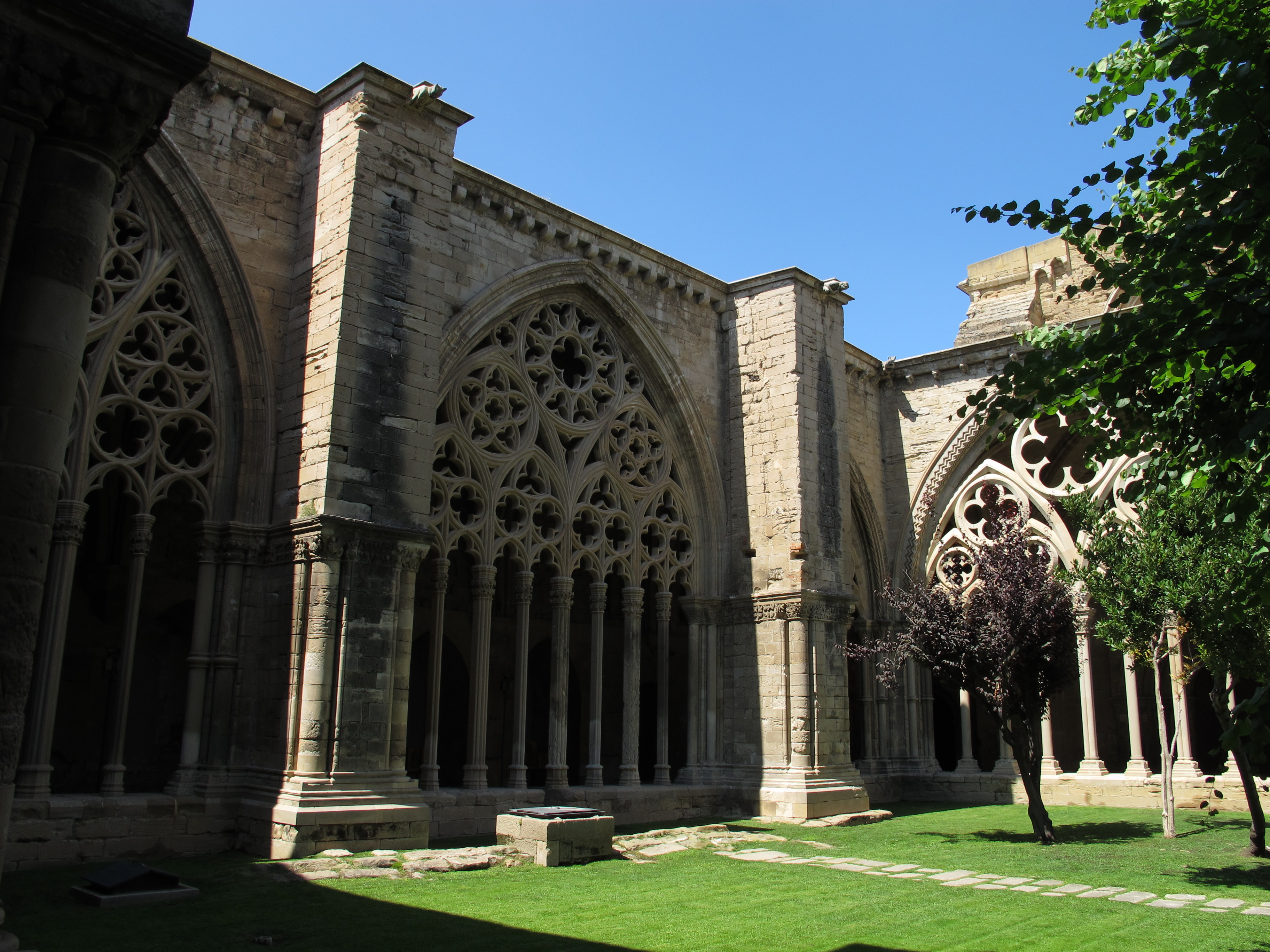
Kreuzgang
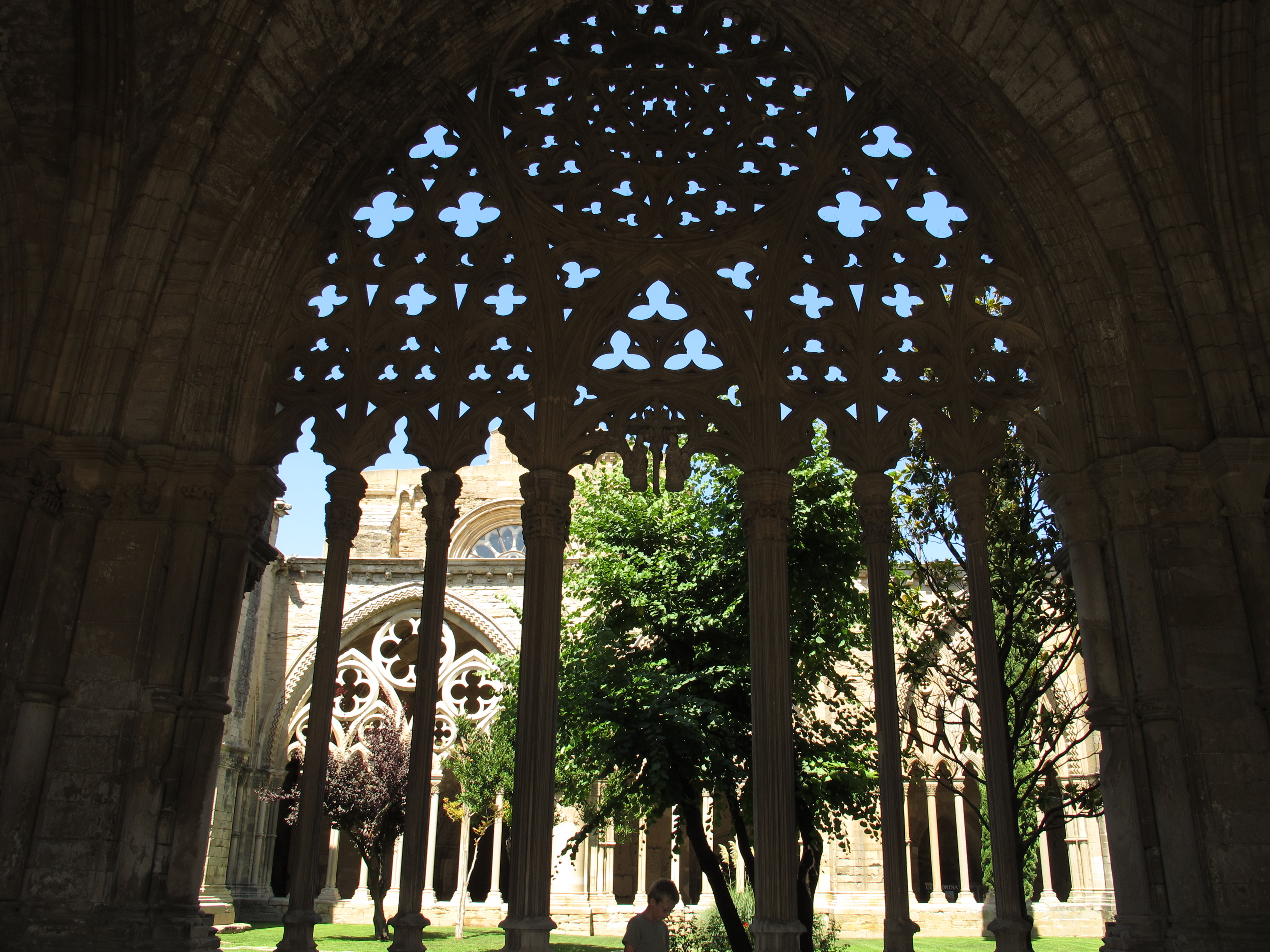
Kreuzgang
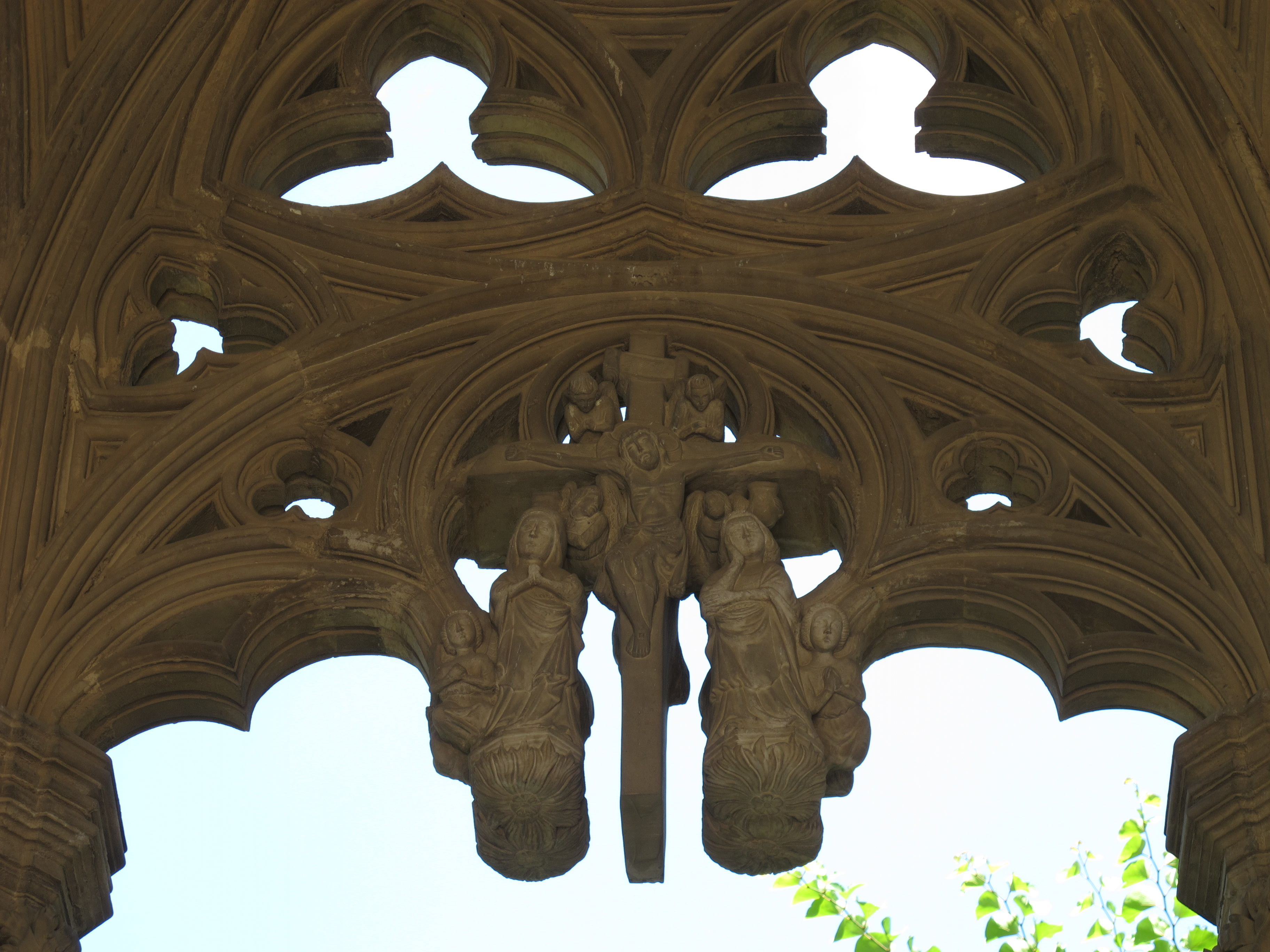
Kreuzgang (Detail)

## Glockenturm (Campanar)
Der für Besucher zugängliche, oktogonale Glockenturm hat 238 Stufen, ist 60 m hoch und hat unten einen Durchmesser von rund 12,7 Metern; er verjüngt sich bis oben auf rund 9,6 Meter. Die Glocke Mònica schlägt die Viertelstunden, und die Glocke Silvestra die Stunden. Beide stammen aus dem 15. Jahrhundert.

## Baumeister
Dies ist eine chronologische Liste der Baumeister, die am Bau der Alten Kathedrale mitwirkten:
- Pere de Coma (1203–1220)
- Berenguer de Coma (?)
- Mateu Alemany (?)
- Pere de Penafreta I. (?–1286)
- Pere de Penafreta II. (1297–?)
- Francesc de Montflorit (1310–1312)
- Pere Piquer (?–1340)
- Guillem Seguer
- Pere Seguer (1356–?)
- Jaume Cascalls (1359–1377)
- Bartomeu Robió (1360–1372)
- Guillem Solivella (1378–1405)
- Unbekannt (1405–1407)
- Carles Galtés de Ruan (1410–1427)
- Pol
- Rotlli Gautier (1436–1441)
- Marc Safont (1441–1442)
- Jordi Safont (1442–1454)
- Andreu Pi (1457–1460)
- Bertran de la Borda (1461–1485)
- Francesc Gomar (1490–1491)
- Exemeno
- Antoni Queralt (1494–1513)

## La Suda
Die nur noch als Ruine erhaltene Burg der Grafen von Barcelona und der Könige von Aragon entstand aus einer 882 errichteten maurischen Residenz. Ihre Aussichtsterrasse bietet den besten Blick auf die Alte Kathedrale.